# オルペ

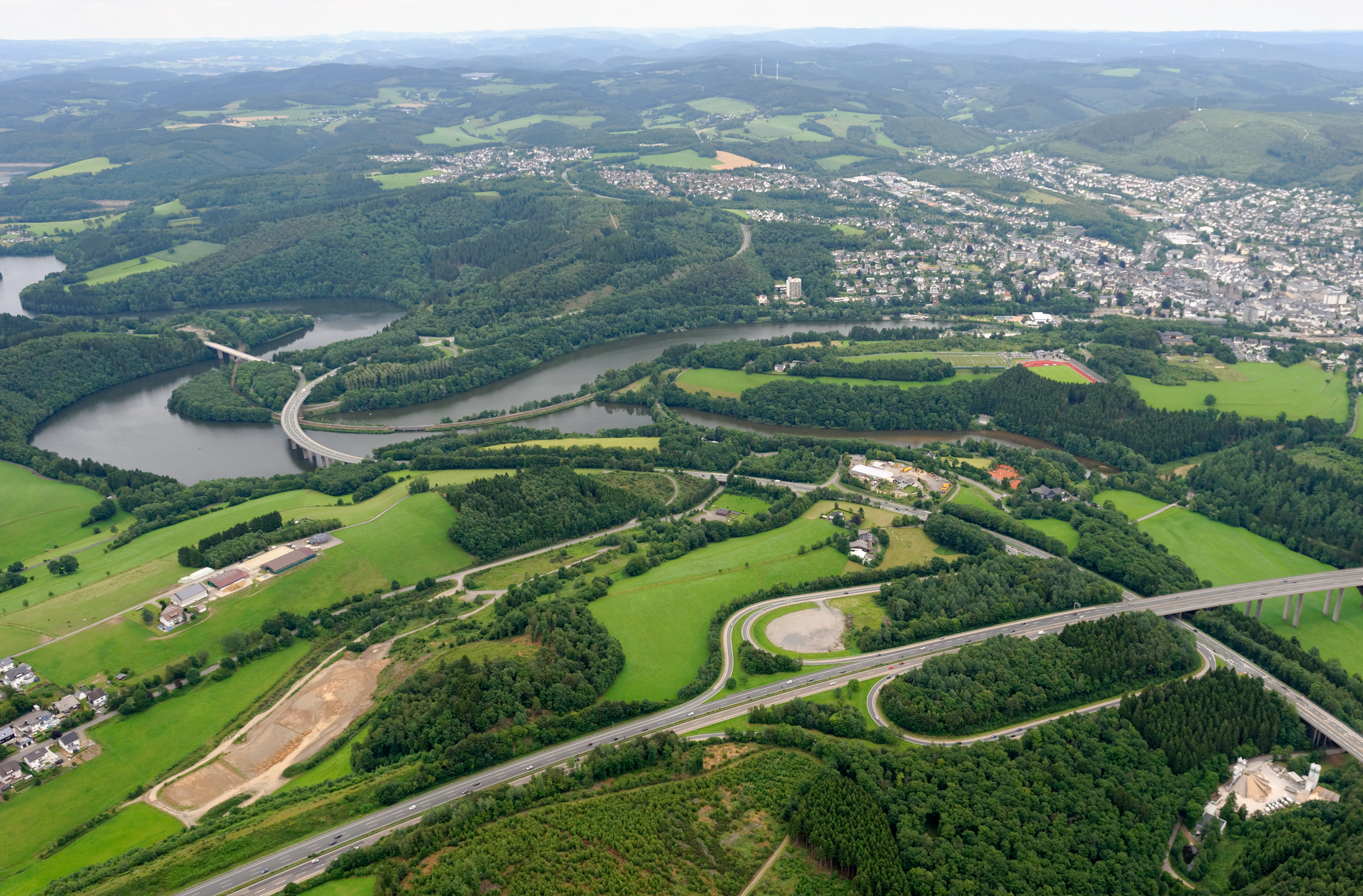
西側から見たオルペの空撮写真。画面手前はアウトバーン A45号線のオルペインターチェンジ。右中景がオルペ市街。画面左端にエッゲ湖。

オルペ (ドイツ語: Olpe, ドイツ語発音: [ˈɔlpə]) は、ドイツ連邦共和国ノルトライン＝ヴェストファーレン州アルンスベルク行政管区のオルペ郡に属す中規模郡所属市で、郡庁所在地である。この街は、1311年にケルン大司教ハインリヒ2世フォン・ヴィルネブルクから都市権を授けられた。1819年からオルペ郡の郡庁所在地となっている。20世紀初めから植樹が始まった数多くのシナノキにちなんで「千本のシナノキの街」(Stadt der tausend Linden) という異名を持つ。毎年開催される市祭のモットーも「オルペはシナノキの下で祝う」(Olpe feiert unter den Linden) というものである。

## 地理

### 位置
オルペは、ザウアーラント南西部に位置し、北はエッベ山地、東はロタール山地、南東はジーガーラント、西はベルギシェス・ラントに囲まれている。本市は広い丘陵地に位置している。北部は斜面が急峻で谷が狭く、南部はなだらかな丘陵で谷は幅広い。小さな台地状の土地もある。

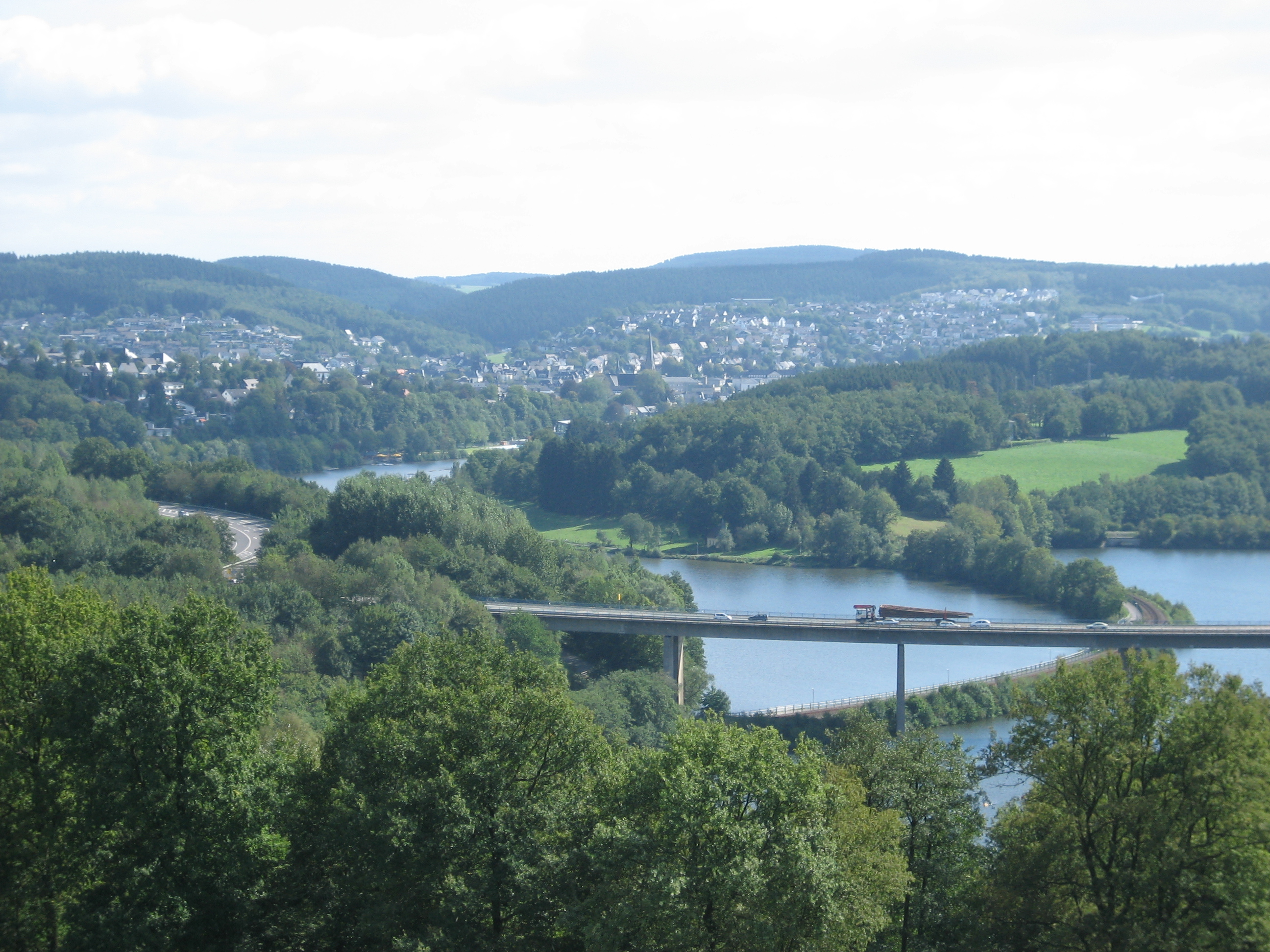
ビッゲ湖越しに北西から見たオルペ市街。手前の道路は連邦道 B54/B55号線。その下を通っているのはビッゲタール鉄道

### 河川
オルペ市内には以下の川がある。レネ川南岸の支流であり、本市を流れる最大の川であるビッゲ川は、南から北に向かって市内を流れている。ザスミッケ地区、ダール地区、リュプリングハウゼン地区をこの川は流れる。バスステーションのすぐ近くでオルペ川がビッゲ川に注いでいる。この合流直後にビッゲ川は、南ヴェストファーレン最大のダム湖であるベッゲゼーに流れ込む。オルペ川にはギュンゼ川が注ぎ、地中でフェルミッケ川、コルテミッケ川、アーエ川を容れる。この他には、ビッゲゼーに注ぐブラハトペ川、ネーガー川を合わせてビッゲゼーに注ぐビーケ川、グレーヴェンブリュック付近でレネ川に注ぐヴァイシェーデ川（ヴァイシェーデバッハ川とも呼ばれる）がある。

### 山
オルペ周辺で高い山には以下のものがある（以下かっこ内の数値は海抜を示す）: エンゲルスベルク（589.2 m、ノイエンクロイスハイムの北東）、ローター・シュタイン（582.2 m、レーリングハウゼンの北）、フェルトベルク（556.2 m、ネーガーの北東）、ホメルト（536.7 m、ネーガーの東）、ローナルトベルク（ホーエ・ローナルトとも呼ばれる、525.6 m、オルペの東）。中核市区は以下の山に囲まれている: アッテンベルク (445.8 m)、ブラッツコプフ (370 m)、アイヒハルト、フィンケンハーゲン (344.5 m)、ガレンベルク (353.7 m)、ハッツェンベルク、イムベルク (約 402 m)、キミッケベルク（キミッカー・ベルクとも呼ばれる、430.5 m）、クロイツベルク (約 361 m)、リンデンハルト (390.7 m)、ロフスベルク (441.9 m)、シュラムボルン (458.7 m)。オルペの最低地点は、通常水位が海抜 307.5 m のビッゲゼーの水面である。

### 地学
本市の市域はライン・シーファー山地の構成要素である。ビッゲゼーおよび中核市区周辺の土地は、連邦建設・国土庁によれば、地形の構成上、ミッテルビッゲ＝ベルクラントに含まれる。中核市区はオルペ盆地に位置しており、市域の東部および南部は南ザウアーラントのロタール山地の前山地域に含まれる。ビッゲ川上流から中流周辺の地盤は主に、スレート化した、一部に石灰岩を含んだ粘土岩およびシルト岩からなり、さらに珪岩の性質を持つ砂岩がある。

### 地域の広がりと土地利用
東西および南北の最大幅は、ともに約 11 km である。2015年現在のオルペの総面積は 85.88 km2 である。このうち約 16.86 km2 (19.6 %) が住宅地および交通用地である。この面積は1998年から2009年までの間に約 7.1 % 増加している（1998年 15.54 km2）。残りの土地は、森林 (46.98 km2、54.7 %)、農業用地 (18.80 km2、21.9 %)、水域 (3.07 km2、3.6 %)、湿地や採石場などその他の用途の土地 (0.17 km2、0.2 %) である。

### 隣接する市町村
オルペは、アッテンドルン（北）、レネシュタット（北東）、キルヒフンデム（東から北東）、クロイツタール（南東、ジーゲン＝ヴィトゲンシュタイン郡）、ヴェンデン（南）、ドロルスハーゲン（西）と境を接している。

### 市の構成
市域は、以下の地域で構成されている: アルテンクロイスハイム、アポルミッケ、ブルーフ、ダール、アイヒハーゲン、ファーレンシャイト、フリードリヒスタール、グリーゼメルト、グルーベ・ローナルト、ギュンゼン、ハールト、ハーネミッケ、ヒッツェンドゥーミッケ、ホーフ・ジーレ、ホール、ホーヴァルト、ヒュップヒャーハンマー、ケッセンハンマー、リュトリングハウゼン、メレンディック、ネーガー（ウンターネーガー、ミッテルネーガー、オーバーネーガーに細分される）、ノイエンクロイスハイム、ノイエンヴァルト、オーバーヴァイシェーデ、レーリングハウゼン、ローデ、ローナルト、ロネヴィンケル、ローゼンタール、リュプリングハウゼン、ザスミッケ、ジーデンシュタイン、ゾンデルン、シュタヒェラウ、シュターデ、テックリングハウゼン、ティーリングハウゼン、ヴァウケミッケ。

### 気候
ドイツ北西部のドイツ国内では比較的海に近い場所に位置することに加えて、丘陵地であることと、西風がよく吹くことから、オルペでは雨が多い。大西洋上で水蒸気をたくさん含んだ空気が、西風に乗って流れてくる。この湿気に富んだ空気が、その後オルペの丘陵に達して、丘陵を乗り越える際に高度を上げることにより水蒸気が凝縮され、冷気の影響で大きな水滴となり、雨となって降るのである。例年、最も寒い月は1月、最も暑い月は7月である。高い湿度のため、冬季には霧が発生する。年間降水量は 1181 mm で、ドイツ気象局の測候所中、上位1/3に含まれる値である。測候所の92 %がこれよりも低い値である。最も乾燥する月は4月、最も降水が多い月は12月である。降水が多い月は乾燥した月に比べ、約 1.8 倍の降水量がある。降水量の変動の大きさも上位1/3に含まれる。測候所の88 %では降水量の変動がこれよりも小さい。
| キルヒフンデムの気候                                     | キルヒフンデムの気候 | キルヒフンデムの気候 | キルヒフンデムの気候 | キルヒフンデムの気候 | キルヒフンデムの気候 | キルヒフンデムの気候 | キルヒフンデムの気候 | キルヒフンデムの気候 | キルヒフンデムの気候 | キルヒフンデムの気候 | キルヒフンデムの気候 | キルヒフンデムの気候 | キルヒフンデムの気候 |
| 月                                                       | 1月                  | 2月                  | 3月                  | 4月                  | 5月                  | 6月                  | 7月                  | 8月                  | 9月                  | 10月                 | 11月                 | 12月                 | 年                   |
| -------------------------------------------------------- | -------------------- | -------------------- | -------------------- | -------------------- | -------------------- | -------------------- | -------------------- | -------------------- | -------------------- | -------------------- | -------------------- | -------------------- | -------------------- |
| 平均最高気温 °C （°F）                                   | 2.3 (36.1)           | 3.7 (38.7)           | 7.4 (45.3)           | 12.1 (53.8)          | 16.5 (61.7)          | 19.7 (67.5)          | 21.1 (70)            | 20.5 (68.9)          | 17.7 (63.9)          | 12.6 (54.7)          | 6.6 (43.9)           | 3.6 (38.5)           | 11.98 (53.58)        |
| 平均最低気温 °C （°F）                                   | −2.3 (27.9)          | −1.7 (28.9)          | 0.1 (32.2)           | 3.2 (37.8)           | 7.1 (44.8)           | 10.2 (50.4)          | 11.6 (52.9)          | 11.5 (52.7)          | 9.0 (48.2)           | 5.6 (42.1)           | 1.6 (34.9)           | −0.8 (30.6)          | 4.59 (40.28)         |
| 降水量 mm （inch）                                       | 123.3 (4.854)        | 83.3 (3.28)          | 107.5 (4.232)        | 77.5 (3.051)         | 80.3 (3.161)         | 94.3 (3.713)         | 98.9 (3.894)         | 83.9 (3.303)         | 87.7 (3.453)         | 88.3 (3.476)         | 115.5 (4.547)        | 140.1 (5.516)        | 1,180.6 (46.48)      |
| 出典1：気温: climate-data.org                            |                      |                      |                      |                      |                      |                      |                      |                      |                      |                      |                      |                      |                      |
| 出典2：降水量: ドイツ気象局 - ドイツの気象データ 1961-90 |                      |                      |                      |                      |                      |                      |                      |                      |                      |                      |                      |                      |                      |

### 自然・景観保護地域

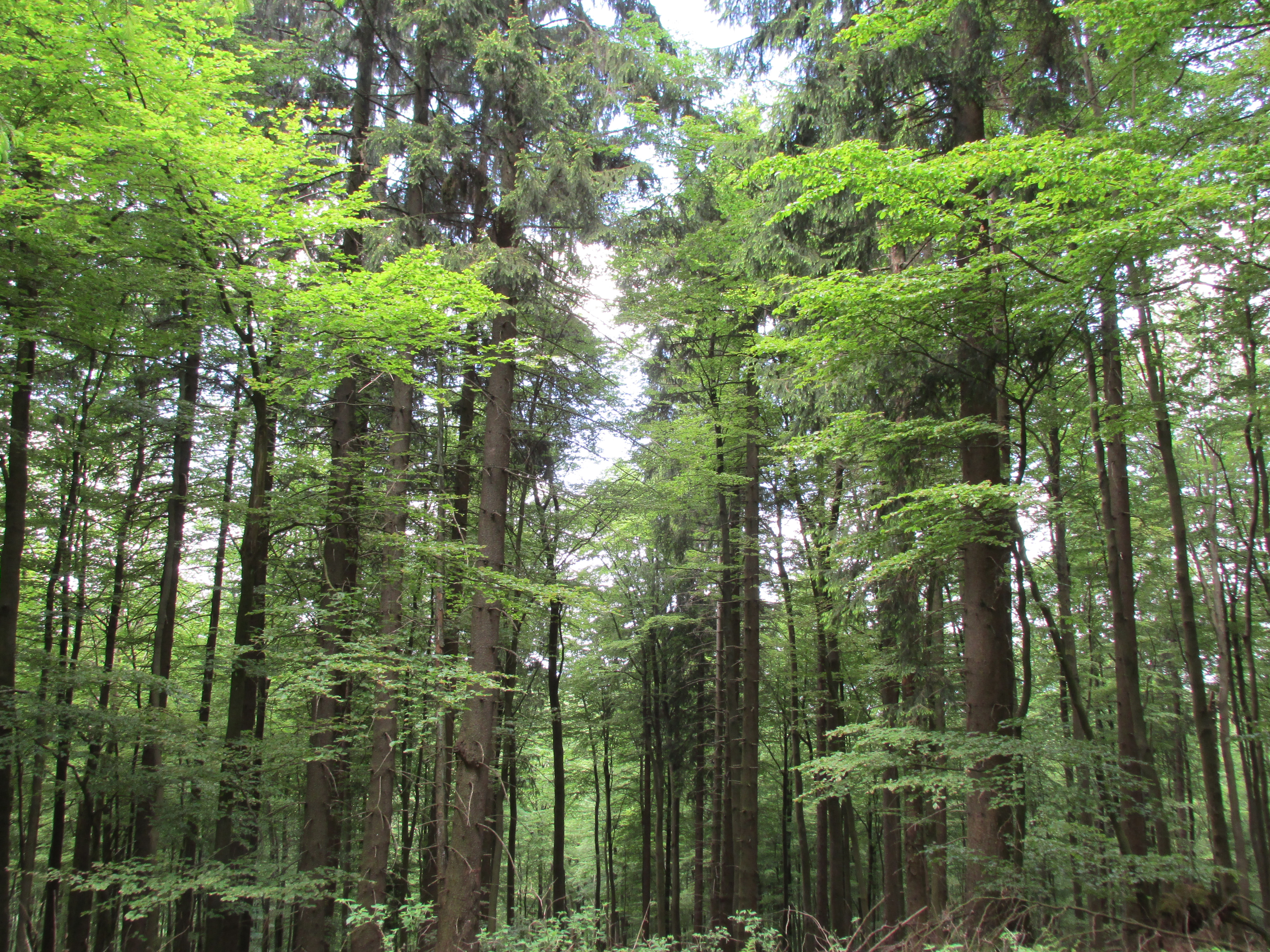
アインジーデライおよびアポルミッケ近郊のブナの森と沼地の森林自然保護区

オルペ市内には多くの自然保護区が設定されている:
- 「グルーベンハルデ・ローナルト自然保護区」は1969年に登録された。面積は 1.13 ha で、オルペで最も小さい自然保護区である。
- 「アインジーデライおよびアポルミッケ近郊のブナの森と沼地の森林自然保護区」は、市域の北東部、ローデ地区に位置している。アポルミッケ集落はこの自然保護区の真ん中に位置する。この自然保護区の一部はレネシュタットやキルヒフンデムにまたがっている。
- 「グリーゼメルト自然保護区」の面積は 80.98 ha である。
- 「ホーアー・ビルシュタイン自然保護区」は 11.27 ha の広さを持ち、オルペ北部、ビッゲゼーの上流側に位置する。

オルペ市の一部はビッゲ＝リスター＝ベルクラント景観保護区に含まれる。

## 歴史
オルペ (Olpe) の名は、オルペ川とビッゲ川との合流地点の地形に由来する（Ol-apa = 湿った草地を流れる小川）。
オルペ地域からの最も古い出土品は、キミッカーベルク廃村跡から発見された900年頃の陶片とスラグ（鉄の採掘と加工を示す）やダール地区で発見されたコイン（1005年以後）である。
- 1220年: 最初の文献記録
- 1311年: ケルン大司教ハインリヒ2世フォン・ヴィルネブルク（ドイツ語版、英語版）によるゾースト都市法授与（都市権の授与）
- 1500年: 十字架礼拝堂が初めて記録された
- 1525年: 射撃団に関する最初の証拠
- 1587年 - 1697年: ゲリヒツベツィルク・オルペで魔女狩りが行われた
- 1615年: オルペに最初の教師が現れた
- 1634年: 大火
- 1665年: 火災除けの最初のアガタの請願
- 1673年: ペストおよび疫病除けの最初のロクスの請願
- 1696年: 最後の「魔女」処刑
- 1711年: オルペで最初の郵便が整備された
- 1795年: オルペの大火、この火災で市の 83 % が破壊された。中世の外観に替えて、全体計画（3本の並行する広い道と、それに直交する脇道）に基づき再建が行われた。
- 1819年: オルペは、旧ビルシュタイナー郡、現在のオルペ郡の郡庁所在地となった。
- 1828年: オルペ射撃協会の新設。「聖ゼバスティアヌス射撃協会」という名称となった。
- 1842年/1844年: 福音主義教会の設立
- 1863年: 「永遠の礼拝による貧しい女子フランシスコ会」教団の設立（現在の「オルペの永遠の礼拝による女子フランシスコ会」）
- 1864年: オルペ電報局設立
- 1875年: 鉄道がオルペに達する。当初はアッテンドルン/フィネントロプ行き、1880年にオルペ＝ローテミューレ、1903年にオルペ＝ベルクノイシュタットが結ばれた。
- 1888年: 最初の電灯設置
- 1908年/1909年: 聖マルティヌス教会がほぼ完全に焼失、ネオゴシック様式で新築された。
- 1945年: 3月28日にオルペに激しい爆撃。4月10日アメリカ軍がオルペを占領。ドイツの他の町では5月初めまで戦争が続いた。第二次世界大戦は、5月8日にドイツ国防軍の無条件降伏によって終結した[7]。
- 1965年: ビッゲタール堰の貯水が始まる
- 1971年: 連邦アウトバーン 45号線供用開始
- 1976年: 連邦アウトバーン 4号線供用開始

### 市町村合併
1969年7月1日に施行された「オルペ郡の新設に関する法律」はオルペ市にも影響を及ぼした。アムトに属さないオルペ市と、その周辺のアムト・オルペに属す3町村（オルペ＝ラント、クロイスハイム、ローデ）が新たなオルペ市として合併し、廃止されるアムト・オルペの権利継承自治体となった。さらに、ヘルデンの一部（オーバーヴァイシェーデ集落、テックリングハウゼン集落、ノイエンヴァルト集落）、ラールバッハのファーレンシャイト集落、キルヒヴァイシェーデのアポルミッケ集落がこの街に合併した。これにより市の面積は 12.78 km2 から 85.65 km2 に、人口は 14,184人から 21,705人に拡大した。

## 住民

### 呼び名
オルペの住民は「オルパー」と呼ばれる。少なくとも2世代以上がオルペ出身であれば「エルパー」を自称する（地元民とされる）。他所から転入した人は「ビュターリング」と呼ばれる。

### 人口推移

オルペ市の人口推移

### 宗教
オルペ市の住民は、カトリック信者が多数派である。守護聖人はトゥールーズの聖マルティンである。
2011年5月9日現在の宗教分布は以下の通りである。
| 宗教                | 信者数 | 比率   |
| ------------------- | ------ | ------ |
| カトリック          | 15,951 | 64.3 % |
| 福音主義            | 3,687  | 14.9 % |
| その他の宗教/無宗教 | 5,184  | 20.9 % |

#### カトリック
教会組織上オルペは、パーダーボルン大司教区、南ヴェストファーレン首席司祭区の管轄下にあたる。この首席司祭区は、2006年7月1日にアッテンドルン首席司祭区、エルスペ出席司祭区、オルペ首席司祭区が合併して成立したもので、その管轄範囲はオルペ郡とほぼ等しい。首席司祭はアンドレアス・ノイザーである（2018年10月現在）。
オルペは2015年まで2つの司牧連合を形成していた。2010年1月1日に発効した「パーダーボルン大司教区の司牧地域の領域記載に関する司教区法」により、遅くとも2016年に両司牧連合は、新しい大きな司牧地域に統合された。その最初のステップとして、2015年9月20日に新しいオルペ司牧連合が設けられた。ファーレンシルト礼拝堂組織（ラーバッハ教会区に属す）を除く全市街がこれに含まれた。2029年までにこの司牧地域はキルヒシュピール・ドロルスハーゲンにまで拡大される予定である。
年に1度、7月初めの「マリアの訪問の祝日」にオルペからヴェルルへの巡礼が行われ、数百人が参加する。巡礼者の一部は3日間の行程を踏破する。
「オルペの永遠の礼拝による女子フランシスコ会」信徒会はオルペに「母の家」と聖ダミアーノ集会所を有している。
Pallottines は独自の修道院「パロッティハウス」を有していた。1915年からオルペにあるこの教団は、2018年にその支部を閉鎖した。経済的理由からこの教団は2007年にはすでに建物を投資家に売却し、ここに 40人の老人と 100人の入院患者を収容する介護施設を開設した。神父は最後まで賃借人として住居した。宗教活動は最後まで変わらずに続けられた。修道院の旧農場にあるユーゲントホーフは、それ以後も Pallottines に青年教育施設として用いられたが、やがてアルテンフンデムの旧マリア・ケーニギン修道院に移された。

#### 福音主義
福音主義教会は1844年から存在している。この教会に属す教会堂は、オルペで最も古い教会堂で、1898年に赤レンガで建設された。

#### その他の宗教団体
トルコ＝イスラム文化協会は1986年から Eyup-Sultan-モスクを有している。この他、福音主義自由教会、エホバの証人、新使徒派教会、ギリシア正教会がある。

## 行政

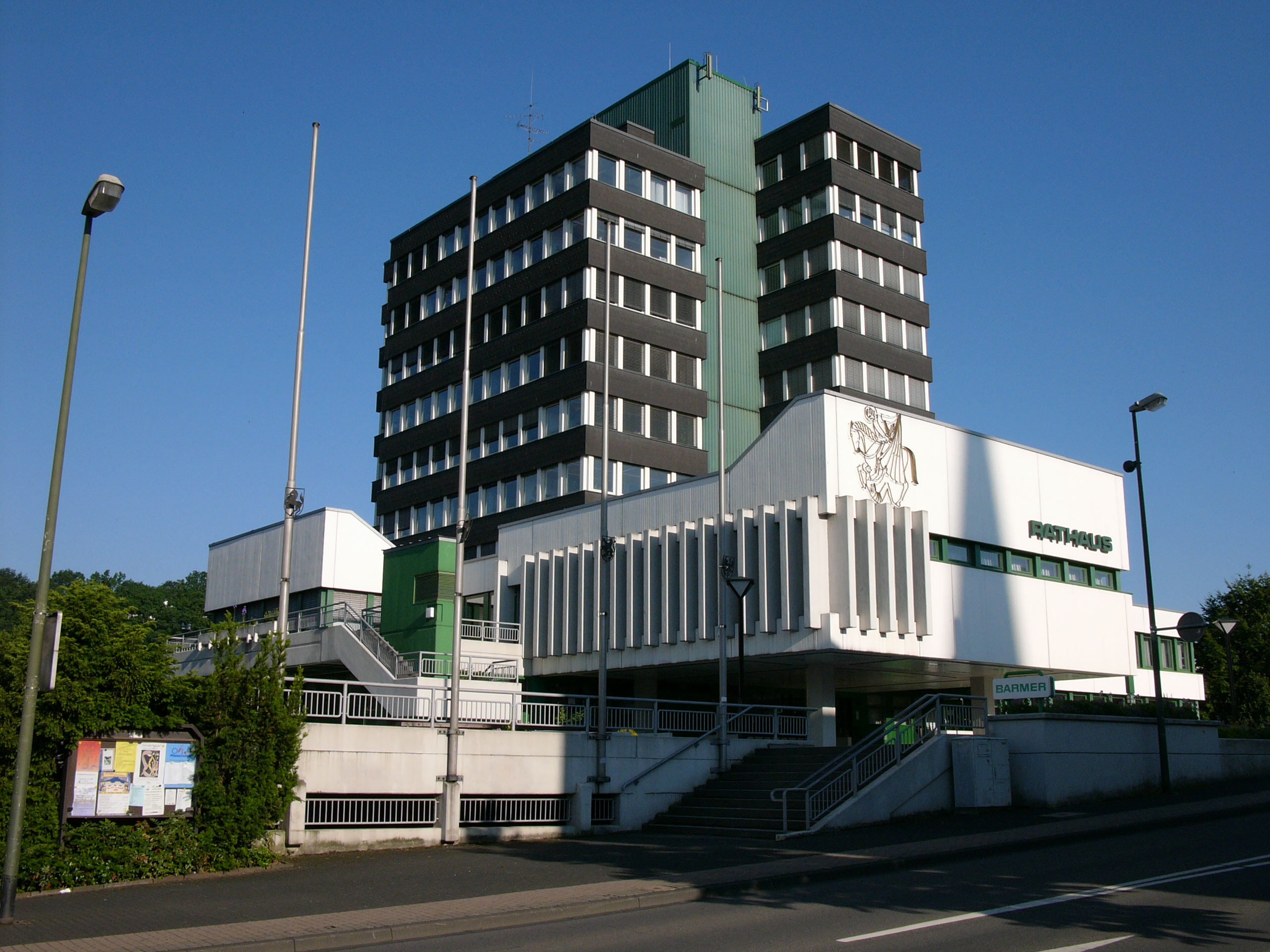
オルペ市庁舎

### 市議会
オルペの市議会は、42議席からなる。

### 青年議会
青年議会は2005年末から存在する。青年議会は、青年による青年のための利益代表であり、オルペの青少年の状況を改善するためのアイデアを考案し、オルペ市議会や市当局が青少年の希望に対して歩み寄るような対応策を提出する。
青年議会は、2018年現在25人の議員で構成されている。議員は任期2年で、中等教育学校の生徒から選ばれる。各学校は生徒数150人につき1議席、ただし最低2議席を有している。近隣自治体在住の生徒も含め、第5学年から第10学年の生徒が投票することができる。ただし、議員になる資格があるのはオルペ在住の生徒だけである。
青年議会は、通常は公開で、少なくとも1年に4回開催される。希望に応じて、異なるプロジェクトチームを担当する議員で作業部会を形成することができる。選出されなかった青少年も一緒に作業することができる。

### 首長と都市ディレクター
1946年から1997年まで、オルペにおけるアムトの行政責任者は都市ディレクターと呼ばれた。ビュルガーマイスター（市長）は名誉職で、式典における業務と市議会の議長業務を行った。1997年以降は専任の市長となった。市長は市議会の議長であると同時に市行政の責任者である。2018年現在の市長はペーター・ヴェーバーである。
| 市長（第二次世界大戦後）         | 任期            | 備考 |
| -------------------------------- | --------------- | ---- |
| ハインリヒ・オットー・シュピース | 1945年4月       |      |
| ヨーゼフ・シュラーゲ (CDU)       | 1945年 – 1946年 | 専任 |
| アドルフ・ビーカー               | 1946年          |      |
| フランス・アダム                 | 1946年 – 1947年 |      |
| フランツ・シュトーク (CDU)       | 1948年 – 1952年 |      |
| イグナツ・ミュラー (CDU)         | 1952年 – 1964年 |      |
| アルフレート・エンダース (CDU)   | 1964年 – 1979年 |      |
| ヴィルマ・オーリー (CDU)         | 1979年 – 1997年 |      |
| ホルスト・ミュラー (CDU)         | 1997年 – 2015年 | 専任 |
| ペーター・ヴェーバー (CDU)       | 2015年以後      | 専任 |

| 都市ディレクター（1946年 – 1996年） | 任期            |
| ----------------------------------- | --------------- |
| ヨーゼフ・クライン                  | 1946年 – 1949年 |
| パウル・ハベル                      | 1949年 – 1968年 |
| エルンスト・エルバース              | 1968年 – 1988年 |
| カール＝ヨーゼフ・ライエンデッカー  | 1989年 – 1996年 |

### 紋章
図柄: 赤地で、基部の緑色の弧の上に騎士風の青い服を着た聖マルティン。聖マルティンは金色（黄色）の髪と光輪、自然な色の顔と手を持ち、金色（黄色）の鞍と金色（黄色）の馬勒を着けた銀色（白）の馬に乗り、銀色（白）の剣で自分の銀色（白）のマントを切ろうとしている。その前に、跪き、銀色（白）の腰巻きを巻いた金色（黄色）の髪の物乞いが自然な色で描かれている。向かって左上角に銀色（白）の四角形があり、端から端まで貫く黒い十字が描かれている。
解説: この紋章は、聖マルティンの生涯の、物乞いにマントの半分を与えたというエピソードを描いている。早くも1360年には、この場面が最も古い印章に描かれている。1911年の市の600周年の機会に、紋章に、長年ケルン選帝侯領に帰属していたことの象徴として、向かって左上角にケルン選帝侯＝大司教の十字が書き加えられた。元々認可されたデザインには3つの鋸壁が描かれていたのだが、1969年の自治体新設の際の推敲で削除された。

### 姉妹都市
- ジフ＝シュル＝イヴェット（フランス、エソンヌ県）2001年7月28日[17]

オルペの私立ギムナジウムは長年定期的にジフ＝シュル＝イヴェットのコレージュと交換学生を行っている。

## 文化と見所

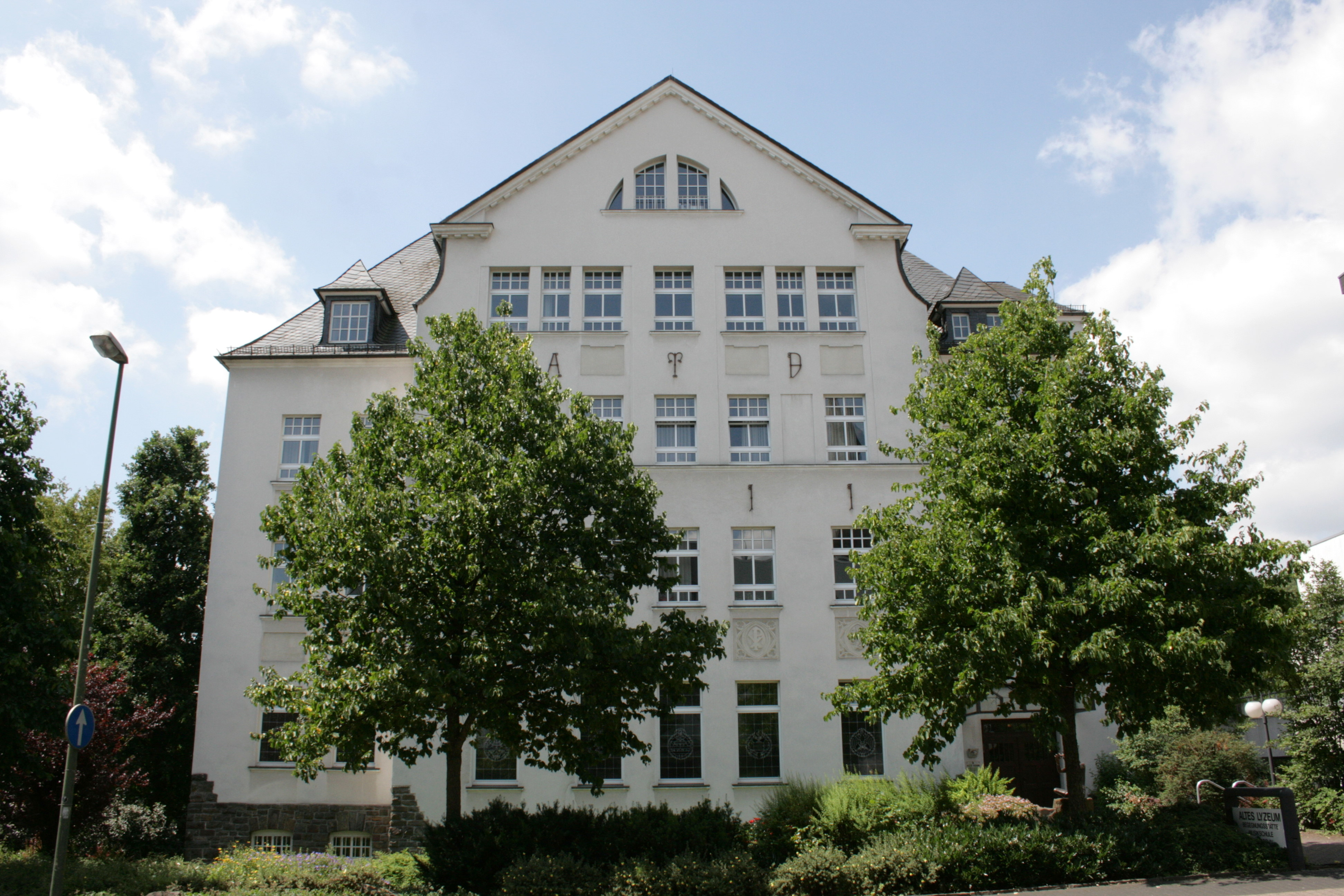
旧リツェーウム

市の文化局や様々な分野のクラブが行う定期的なイベントがオルペの文化活動を形作っている。あらゆる種類のコンサート、演劇、ミュージカル、演芸、展覧会、その他のイベントが定期的にプログラムシリーズに加えられる。イベント会場には以下のものがある:
- オルペ市立ホール
- マルクト広場
- ローレンツ＝イェーガー＝ハウス
- 旧リツェーウム
- クライスハウス・オルペ（オルペ郡役場）
- 十字架礼拝堂

### 演劇
2015年4月1日に演劇協会が設立された。テアター・アンサンブル・オルペは、ドイツの演劇の古典作品を上演する。

### 博物館・美術館
オルペ市立博物館支援協会は1997年から郷土博物館設立に努めている。議会での決定にもかかわらず、2011年の記念の年に博物館が建設されるまで、計画は延期されていた。

### 図書館
市立図書館は市庁舎内にあり、約29,000点の様々なメディアが利用可能である。さらに聖マルティヌス教会がカトリックの公共図書館を運営している。

### 文書館
市立文書館は、市庁舎のすぐ隣に位置する旧リツェーウムに入居している。市立文書館に関する最初の記述は1665年になされている。
収蔵資料には以下のものがある:
- 1361年以降の羊皮紙の書類
- 1478年以降の書籍
- 1584年以降の公文書
- 16世紀以降の地図
- 1795年以降の都市計画
- 1840年以降の新聞
- 1875年以降の写真
- 1937年以降の映画

郡立文書館は、クライスハウス（郡役場）内にある。

### 音楽
音楽学校には、以下の教育部門がある: 音楽早期教育、鍵盤楽器、弦楽器、木管楽器、金管楽器、打楽器、撥弦楽器、声楽。授業は旧リツェーウムで行われている。さらに、ノイエンクロイスハイム、ローデ、レーリングハウゼン、ゾンデルン、ザスミッケの音楽サークル、オルペ消防団音楽隊、ネーガーターラー・ムジカンテン、シュピールマンスツーク・オルペ（ドラム隊）がある。多くの教会や集落には、男声合唱団、女声合唱団、児童合唱団、混声合唱団がある。

### 建造物

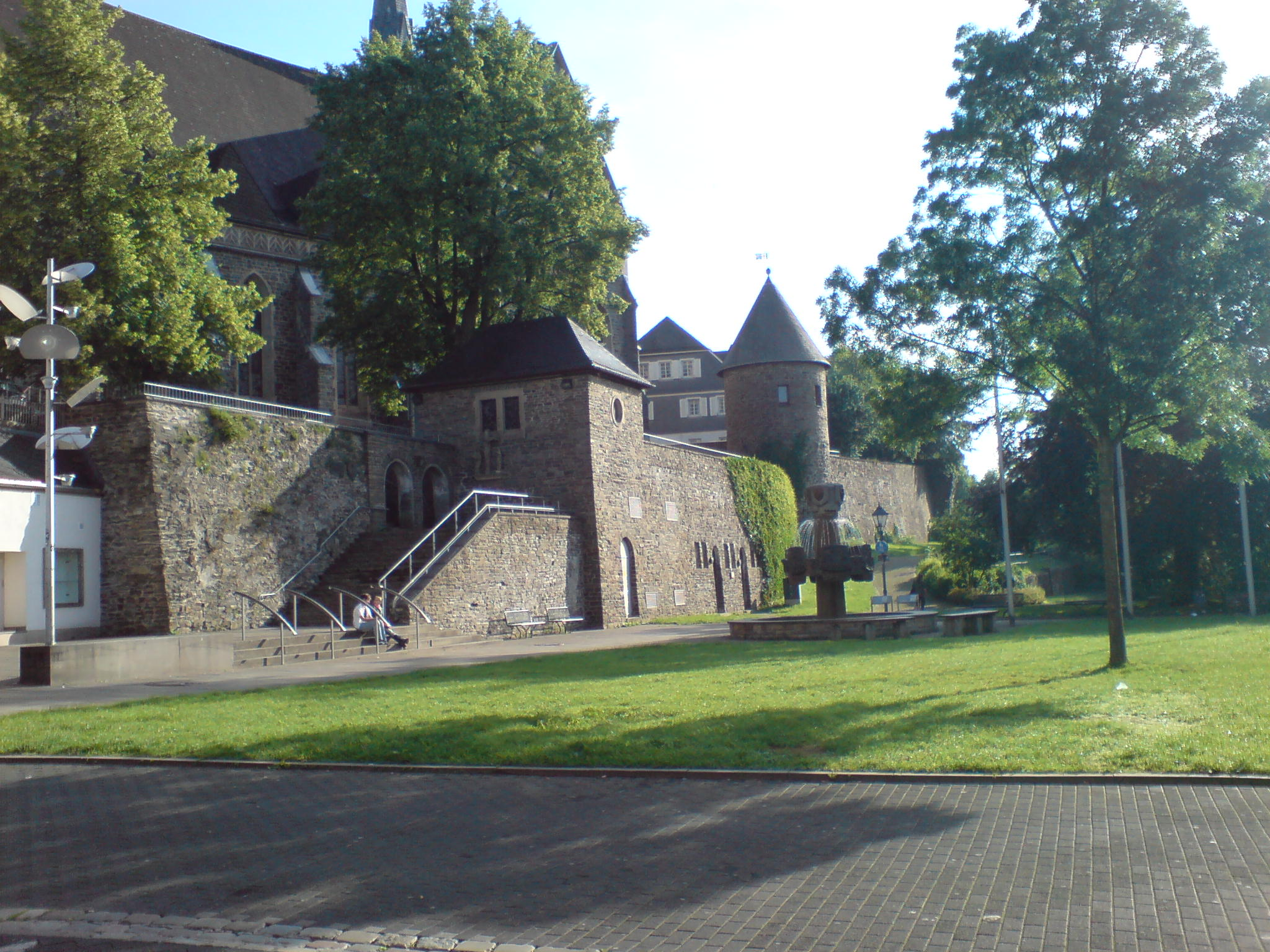
オルペの市壁、奥の塔がエンゲルス塔

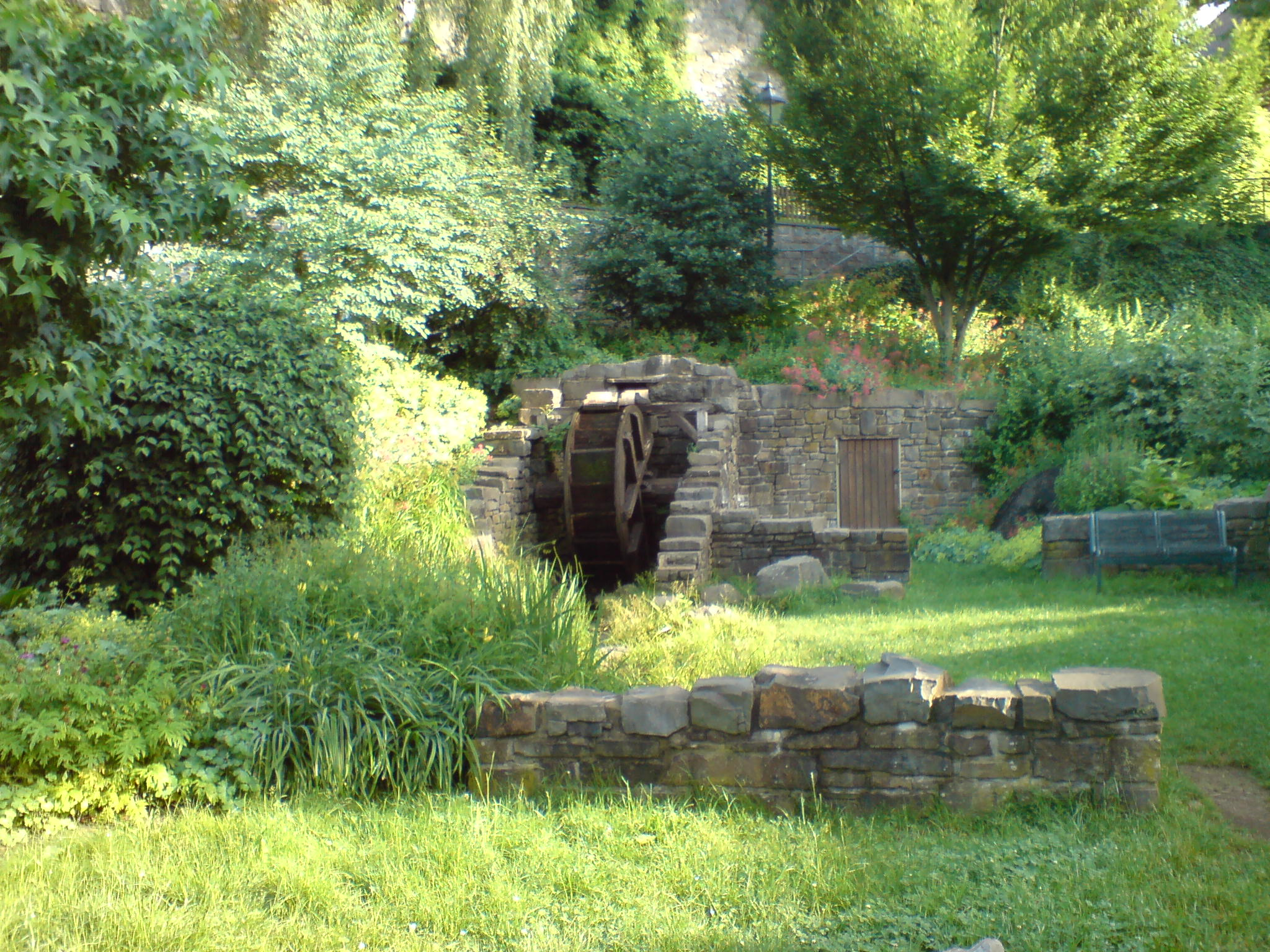
オルペの水車

オルペ市の文化財リストには、75件の建造物、10件の史跡が登録されている。特に教会、司祭館、礼拝堂が多いが、家屋、マイルストーン、路傍の十字架もある。以下に列記する建築は、すべてが保護文化財に指定されているわけではないが、オルペにとって重要な役割を有している:
エンゲルス塔とヘクセン塔を含む市壁の遺構
1311年にオルペが市に昇格して以後、遅くとも1373年までに建設された市の防衛施設として市壁が築かれた。市壁には3つの大きな門と、2つの小さな門、それにいくつかの円塔が設けられていた。現在はヴァイアーホールの市壁とヘクセン塔（魔女の塔）、エンゲルス塔（天使の塔）およびかつての大きな門と小さな門の入り口の遺構が保存されている。市壁は約200 m が保存されている。14世紀に建造されたヘクセン塔はこの街に現存する最も古い世俗建築である。この名前は、魔女狩りで牢獄として使用されたことに由来すると言われている。ただし、これに証拠はない。これに対して、オルペの郷土研究者マンフレート・シェーネは「ヘッセン塔」に由来すると主張している。
この他に、市壁の下に、1963年からエーヴァルト・マタレーが設計した戦争犠牲者を追悼する場、生者への警告の記念碑、さらに1996年からはブラッケ（ジャーマン・ハウンド）の記念碑が設けられている。
水車
ヴァイアーホールの、かつて「オーベルステ・シュタットミューレ」（直訳: 一番上の水車小屋）があった場所に水車が存在している。この水車は、かつての水車小屋の様子を思い起こさせる。「ウンテルステ・シュタットミューレ」（直訳: 一番下の水車小屋）は1960年代までミューレン通りの、現在の映画館の場所に存在していた。これらの水車は、2本の水路でオルペ川とビッゲ川から水を引いていた。
聖マルティヌス教会
1907年に放火で焼失した後、マルティヌス教会は翼廊と2本の塔を持つファサードを備えた、ネオゴシック様式の三廊式ハレンキルヒェとして新築された。塔の1つは1945年3月28日の爆撃で損傷し、その後安全性の理由からドイツ軍の工兵によって爆破された。この塔は現在も再建されていない。北の入り口前に1979年から聖アガタの像が設置されている。
福音主義教会
この教会は1897年から1898年に建設された、本市で最も古い教会堂である。この教会はネオロマネスク様式の要素を有する、三連ヴォールトのザールキルヒェである。この教会のファサードは赤レンガで造られている。
パネクレッパー記念碑をもつマルクト広場
1795年の大火の後、中世の地割りは放棄され、ヨハン・アダム・シュタールによって設計された計画都市が建設された。現在のマルクト広場も、これに伴って建設されたものである。当時に建設された家屋の多くには、古い焼失した家の、現在では一部が通りにまではみ出している地下倉庫がある。マルクト広場は1990年代に新たに造り替えられ、マルティヌス教会での日曜日の荘厳ミサを除き、車の進入が禁じられた。パネクレッパー記念碑は19082年に建立されたもので、かつてオルペ市では板金加工業が重要であったことを象徴している。
礼拝堂（十字架礼拝堂、ロフス礼拝堂、ヴァレンティン礼拝堂）
十字架礼拝堂はまれにしか開放されないが、礼拝堂と同じ1753年に奉納された3基の印象的な彫刻祭壇を観ることができる。
歴史の泉を持つクールケルナー広場
- プロイセンのマイルストーン
- ヘクセン塔
- クアケルナー広場の市門跡
- 聖マルティヌス教会
- 聖アガタ像
- マルクト広場沿いの家並み
- パネンクレッパー記念碑
- 十字架礼拝堂
- ヴァレンティン礼拝堂
- クールケルナー広場の歴史の泉

### 自然文化財

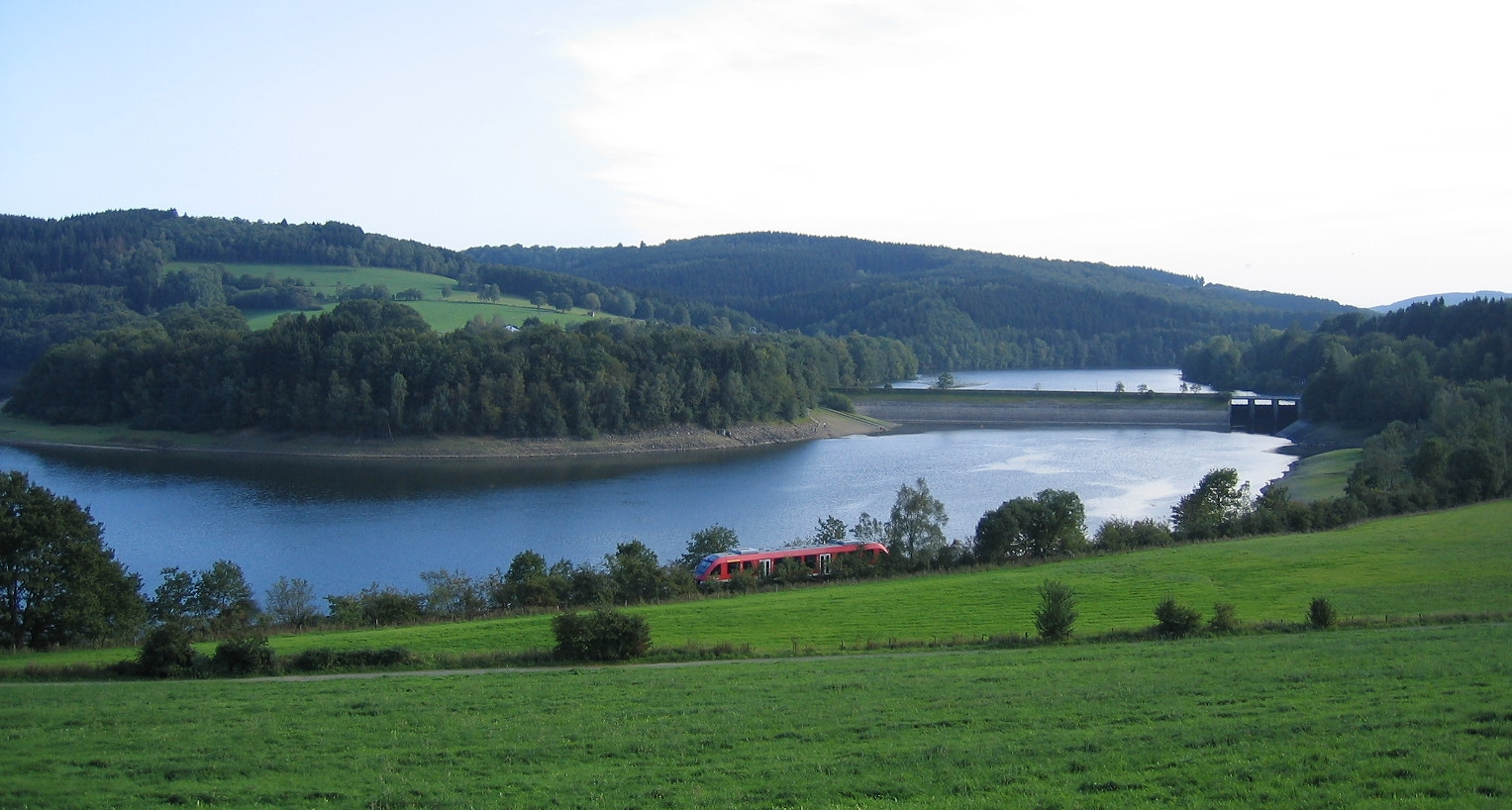
ビッゲ湖

ビッゲゼー（湖）
ケルシェス・ヘック
ケルシェス・ヘック（直訳: ケルンの囲い）は、現在のオルペ郡とジーゲン＝ヴィトゲンシュタイン郡との郡境にあたる。かつては国境として用いられ、堀と土塁からなる。土塁の上には人の身長の高さに切りそろえられ、互いに組み合わされた囲いが設けられていた。しばしば 15 - 100 m の間隔で別の土塁/堀の施設が設けられていた。現在の市境では、アルテンクロイスハイムの高台にその遺構が発掘されている。

### 墓地
オルペ市内には、現在使われている墓地が11か所ある。オルペの墓地は1977年1月1日から市営墓地とされており、ゾンデルン地区の墓地はビッゲタール堰によって水が堰き止められて以後オルペ市が運営している。この他の墓地は、アルテンクロイスハイム、ダール、ネーガー、ノイエンクロイスハイム、オーバーヴァイシェーデ、レーリングハウゼン、ローデ、ザスミッケ、ティーリングハウゼンにあり、それぞれの地区のカトリック教会が運営している。ベルク通り沿いに福音主義の墓地があり、現在も墓地とされているが、埋葬はなされていない。また、プリースターグレーバーに十字架礼拝堂の墓地があり、第二次世界大戦時に連行されてきたソヴィエト人強制労働者のための記念碑と2家族の墓が遺されている。その他の墓は20世紀の初めに新たなカトリック墓地に移葬された。さらに現在では機能していないユダヤ人墓地がノイエンクロイスハイムとローデにある。

### スポーツ
オルペ市内には、11の体育館、9つのテニス場、10のサッカー・スポーツグラウンドがある。

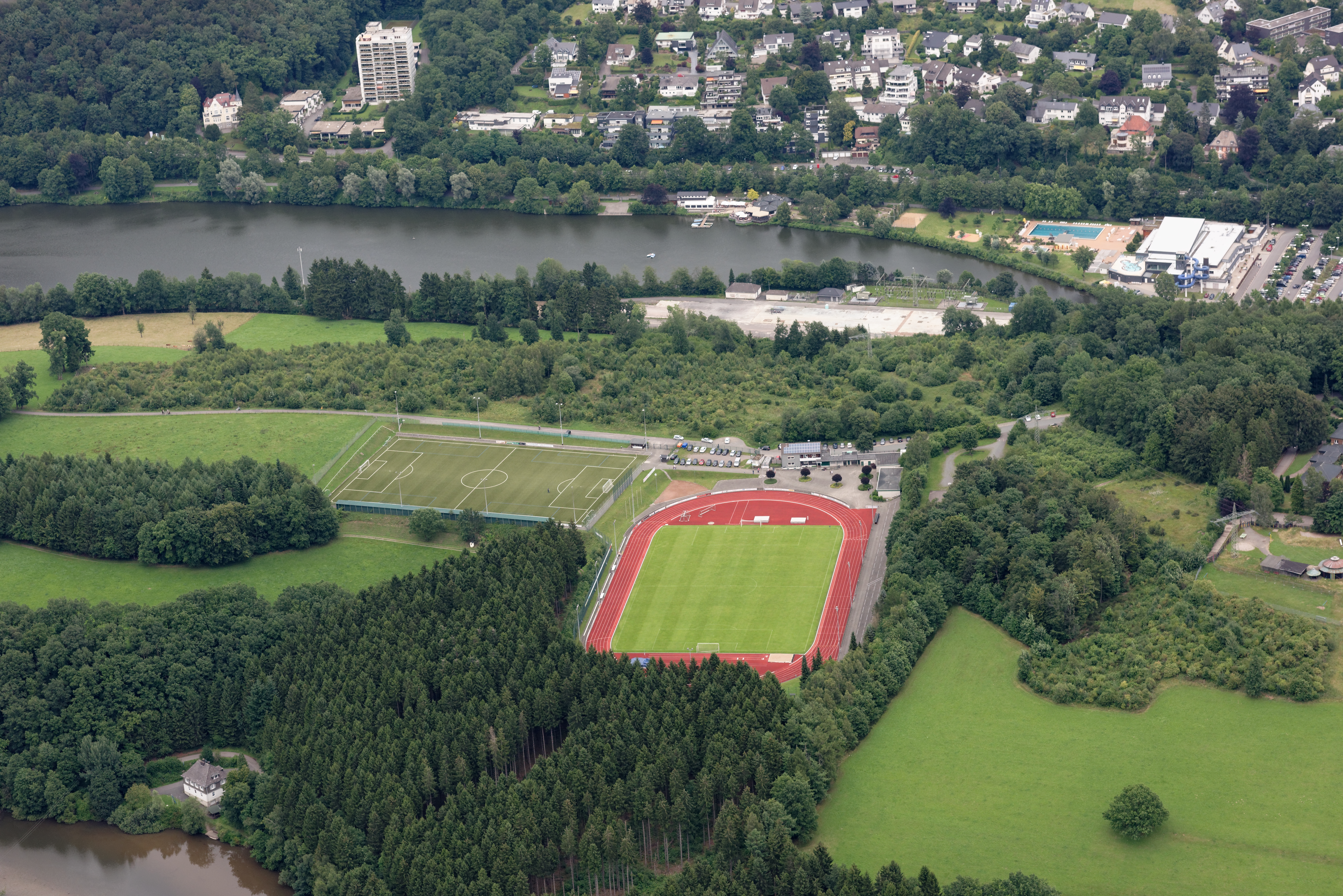
クロイツベルクシュターディオン
オルペ最大のスポーツ施設がクロイツベルクシュターディオンである。ここには天然芝のサッカーグラウンドと人工芝のサッカーグラウンドが1面ずつある。メイングラウンド（天然芝）は、5,000人の観客を収容できる。150 ルクスの照明施設を備えており、ドイツサッカー連盟 (DFB) のタレント養成プログラム (U12 - U21) の施設の1つとなっている。陸上競技選手は、8コースの走路、幅跳び施設、三段跳び施設、高跳び施設、砲丸投げ施設を利用することができる。
水泳
オルペ・レジャープールには、いくつかの水槽と温熱区画がある。サウナや屋外プールもある。イムベルクシューレには学習用プールがある。ゾンデルンでは、ビッゲゼーで監視の下、遊泳することが可能である。
サッカー
オルペ市内には11のサッカークラブがあり、10のサッカーグラウンドで競技を行っている。1919年に設立されたシュピールフェライニグング・オルペは2008年からヴェストファーレンリーガ（シュタッフェル2）に参加しており、現在オルペ郡内で最も高いレベルのリーグに所属するクラブである。
ウィンタースポーツ
ティーリングハウゼンの雪の中に、長距離スキー用のロイペが設けられる。スキーの滑降はファーレンシャイトで楽しむことができる。ここには2基のドッペルアンカーリフトと人工降雪機がある。
ダイビング
ビッゲゼーは堰止め湖であり、ダイビングに都合の良い条件を備えている。地元のダイバーはしばしばゲストのダイバーとも出会う。彼らは普通は近くからビッゲゼーに潜りに来るのだが、外国からのグループもいる。オルペにはダイビングスクールの他に潜水クラブ・ビッゲゼー＝オルペ e.V. がある。
漕艇
フォアシュタウベッケンには、ビッゲゼー漕艇クラブがあり、週に5回ここでトレーニングを行っている。夏には、毎年ビッゲゼー＝レガッタが開催され、およそ20組のクラブが参加する。クラブが所有する小桟橋からオルペ (5 km)、ローゼンタール (4 km)、シュターデ (3.5 km) までボートを漕いでゆく。
射撃競技
市内には3つの射撃競技クラブがある。オルペのユンメリヒ/射撃場でトレーニングしている聖ゼバスティアヌス射撃クラブ・オルペ、ダールのドルフゲマインシャフツハレの聖ヨーゼフ射撃競技団ダール＝フリードリヒスタール、リュトリングハウゼンのユーゲントハイムの聖ヨーゼフ・リュトリングハウゼン射撃競技団がある。
体操クラブ
会員数3,100人以上のオルペ体操クラブ (TVO) はオルペ市内最大のスポーツクラブである。このクラブは、古典的な体操競技の他に、以下の通り幅広いスポーツ種目を用意している: バドミントン、バスケットボール、障害者スポーツ、ファウストボール、健康スポーツ、ハンドボール、心臓疾患改善スポーツ、陸上競技、水泳、スキー、テコンドー、ダンス、バレーボール。
この他のスポーツクラブや施設には以下のものがある: ビッゲゼーでのヨット、カヌー、ウィンドサーフィン、カイトサーフィン、アイゼンバーナー・スポーツクラブのスポーツフィッシング、2つのモータースポーツクラブ、クナイプ・クラブ、空手クラブと柔術クラブ、乗馬・騎馬クラブ。さらに卓球クラブ、バレーボールクラブ、チェスクラブ、スキークラブが1つずつある。

### 年中行事
この街や地方の習俗は、何世紀も前からの習わしに立脚している。その起源にはキリスト教からの伝統が色濃い。
- 市内の多くの地区で行われる射撃祭。市内最大の射撃祭は、聖ゼバスティアヌス射撃クラブによるオルペの射撃祭である。この射撃祭は7月の第3日曜日に祝われる。イムベルクの射撃場「ユンメリヒ」で開催される。このクラブの会員は、5,100人を超える。
- アガタの日（2月5日）とパレード（その次の日曜日）
- ポッシェフォイアー（復活祭の火祭）
- ロフス＝ゲリュプデとそのパレード
- ムッゲルキルメス（9月の第3日曜日）、大人も子供も参加する大規模な祭り。特別なショーはないが、多くのボランティアが参加し、家族的な雰囲気の中で開催される。
- 聖マルティン祭、パレードが行われる
- オルガン作品「デア・アルテ・ツィンマーマン」は、クリスマスのミサの最後に演奏される。この曲は元々はオーストリアの言語圏で創られた。
- ビトウィーン・ザ・デイズ＝フェスティバル、12月29日に開催されるポップ・ロック音楽祭
- エルパー・ティード、伝統的な「エルパー」（呼び名の項参照）のパーティー

### 名物料理・食材
オルペの射撃祭の料理
「オルパー・ベフ」はフリカデル（小さな肉団子）の一種で、ジャガイモが入ってる。ブラウンソース（オックステールスープ）と一緒に温められて、ブレーチェン（堅い白パン）とともに供される。射撃祭前の金曜日に行われる「ビールとベフの味見」で公式にその品質が試験される。
市内のいくつかの精肉店では、オルペの射撃祭の時だけ、牛の乳房の塩漬けの薄切りである「シュピュルネ」が供される。謝肉祭では子供の飲み物として「クヴァッチュ」（ラズベリージュース）が飲まれる。
ブッターブレーツェル（バタープレッツェル）
バタープレッツェルもオルペの代表的な名物である。元々はパン屋「ガストライヒ」、その後パン屋「ゾンマーホフ」が製造していたが、現在は菓子店「リューニング」で製造されている。
ケンパース・コルン
穀物酒蒸留所ケンパー・インフ・アーレンスでは、独自の泉から汲んだ水を使って穀物酒や様々なリキュールが製造されている。
ヴァイシェーデの地ビール
オーバーヴァイシェーデ地区では、ブラウエライ・ミュラーが自前の醸造所で、自然混濁した黒いピルスナービールを数年間生産しており、醸造所外でも販売を行っていた。近くのパン屋は「ヴァイシェーデの地ビールパン」を焼いていた。この地ビールも、かつて生産されていた明るいピルスナービールも現在は製造されていない。
1960年代までオルペには、「オルパー・レーヴェンブロイ」とシュメルツァー醸造所の2つのブルワリーがあった。

### 方言 / オルパー・プラット
19世紀の終わりまでオルペ地方では、オルパー・プラットが日常語として広く使われていた。これは低地ドイツ語のザウアーラントの局地的な方言で、低地ドイツ語の民衆語から分岐した方言の1つである。高地ドイツ語の影響でこの方言の重要性は現在までに急速に衰退していった。現在では、この方言は日常語としてはほとんど重要性を持たない。オルペの集落で、高齢者が低地ドイツ語を話すことがあるが、それも高齢者グループの中での会話だけである。

## 経済と社会資本

### 歴史
森、鉱物資源、水の豊かさは、鉄や銅の製錬所、鍛造所、鍋作り、皮なめしといった産業の基盤となった。また、ジーガーラントとメルキシェス・ザウアーラントとの間に位置していることも経済的発展には有利であった。遅くとも18世紀には、オルペとその周辺はヴェストファーレン公領の経済的中心地の1つとなっていた。
ブライトシュミーデ（板金加工。オルペでは「パネ（ン）クレッパー」（鍋を叩く人）と呼ばれる）
金属の鍋作りは、オルペで長い伝統を持ち、街の生活に重要な役割を担っていた。1567年にはすでに鍛冶屋のツンフト「シュミーデアムト」が形成されていた。この鍛冶達は次第に板金加工に集中していった。選帝侯から繰り返しツンフト特権を授けられて保護されたことで、オルペの板金加工業者は、ヴェストファーレン南部の板金加工についてほぼ独占的な地位を得た。この鍛冶ツンフトを記念して、マルクト広場に「パネクレッパー」または「パネンクレッパー」の銅像が建立されている。
鍛造業
この業者は、オルペで別のツンフトを形成していた。鍛造業者は、板金加工業者だけでなく他のすべての鍛冶業者のために重要な役割を担っていた。鍛造工場は水力によって稼働していた。
銅の精錬
シュターヒェラウアー・ヒュッテは、16世紀に創設されたシュターヒェラウ近郊の銅の製錬所であった。この製錬所は19世紀に入るまで存続していた。この他に19世紀半ばに金属製錬所が建設され、数世紀にわたって、鉛や、時には水銀を生産した。
採鉱
16世紀半ばからローナルトで銅の採掘が行われていたことが証明されている。オルペには小さな採掘坑があるが、「ローナルト坑」が最大である。この坑道は1890年までブラーベック家の所有であった。1890年に閉山されるまでこの坑道はオルペ市内最古の、そして最後まで残った坑道であった。この坑道では銅の他に鉄鉱石も採掘された。また少量ながら銀、水銀、辰砂も産出した。
この他にオルペおよびその周辺地域で重要だった業種に炭焼きや皮なめしがある。

### 現在
様々な分野の、中小の、地域を超えて活動している企業がこの郡庁所在地の経済生活の支柱となっている。鋳造業、パイプ製造、鍛造業、計器類製造、機械製造、および電子機器製造がそれに含まれる。この他に手工業、小売業、サービス業の企業も数多くある。もう1つの重要な経済の柱は、観光業である。
オルペの小売業の状況は良好に発展している。購買力のかなりの部分が町外に流れ出る。ジーゲン商工会が調査した商売の中心性に関するデータ（1人あたりの小売店購買力に対する1人あたりの小売総額の比）によれば、2017年のオルペにおけるこの値は 130.9 であり、近隣の自治体の購買力を吸い上げていることを示している。

### 交通

#### 鉄道・バス

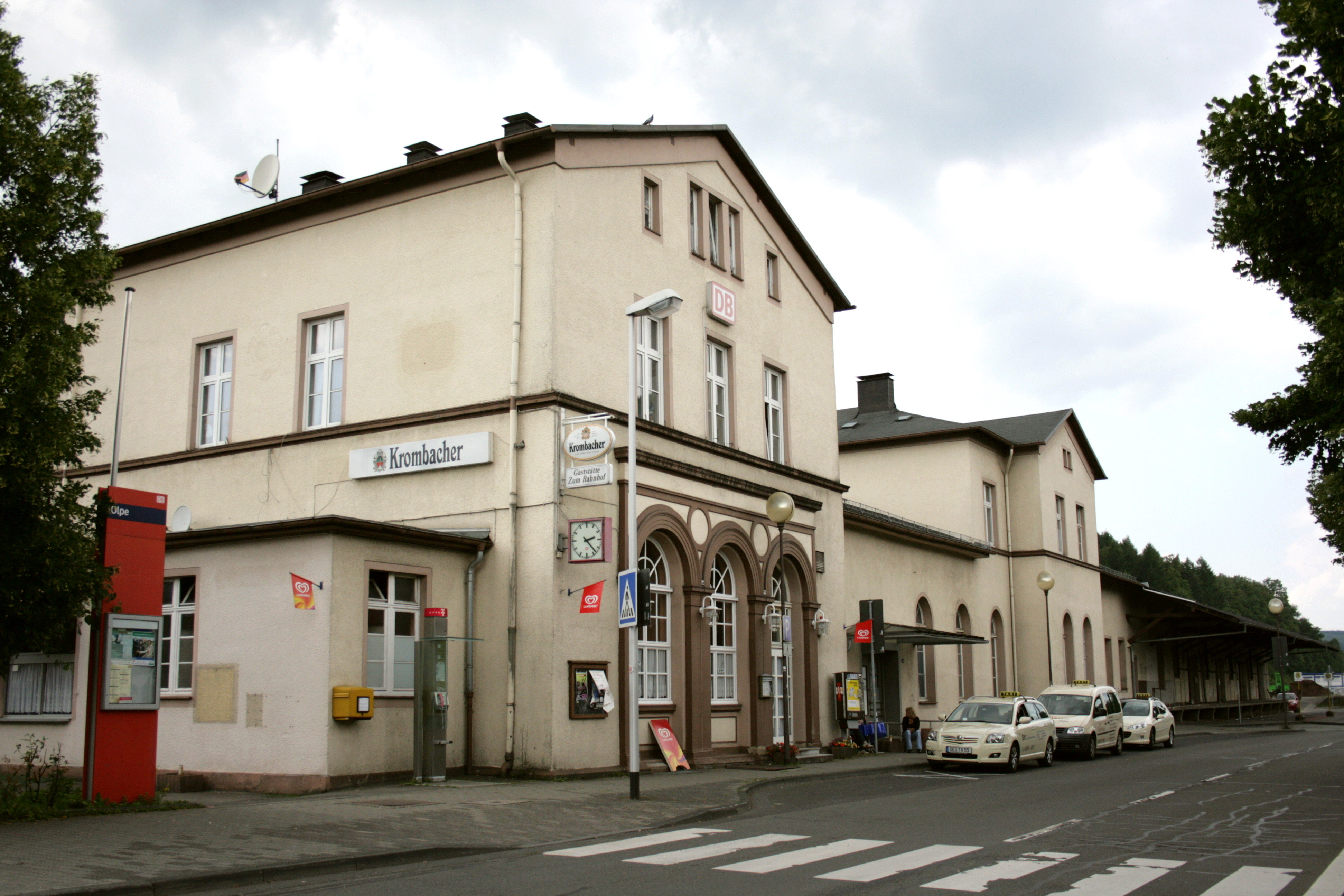
オルペ駅

オルペ駅は、単線のビッゲタール鉄道の駅であり、1時間ごとに近郊旅客鉄道のビッゲゼー＝エクスプレス (RB 92) が運行している。この列車はフィネントロプ行きで、フィネントロプでルール＝ジーク＝エクスプレス (RE 16) に接続する。ゾンデルン地区にはゼーバーンホーフ（湖に面した駅）があり、鉄道から船に直接乗り換えることができる。これはノルトライン＝ヴェストファーレン州で唯一のゼーバーンホーフである。
この鉄道路線は、ベルギッシュ＝メルキッシュ鉄道によって建設され、1875年11月1日にフィネントロプからオルペまでが営業を開始した。元々はゲルリンゲンやローテミューレ（ともにヴェンデン町内）を経由してフロイデンベルク (ヴェストファーレン) へ行き、そこからアスドルフタール鉄道でニーダーフィッシュバッハを経由して、キルヒェン (ジーク) でジーク線 (KBS 460) に接続していた。
オルペからドロルスハーゲンやベルクノイシュタットを経由してディーリングハウゼンへ行く路線（アッガータール鉄道の一部）もかつてあった (KBS 459)。旅客運行は1979年に廃止され、1997年からはアッガータール鉄道が徐々に取り壊されて行き、やがてデルシュラークとオルペとの間にはごくわずかな線路が遺るだけとなった。
近郊道路旅客交通では、数多くのバス路線が運行しており、オルペと近隣市町村を結んでいる。運営会社は、ヴェルン＝グループのジーゲンに本社を置く VWS と BRS（ライン＝ジーク・バス交通 GmbH; DB 都市交通）である。この他に、バス会社「ケルン地方交通」の路線がオルペに乗り入れている。
近郊鉄道旅客交通および近郊道路旅客交通は、ヴェストファーレン＝ジュート交通共同体 (VDWS) の料金体系に含まれている。

#### 道路

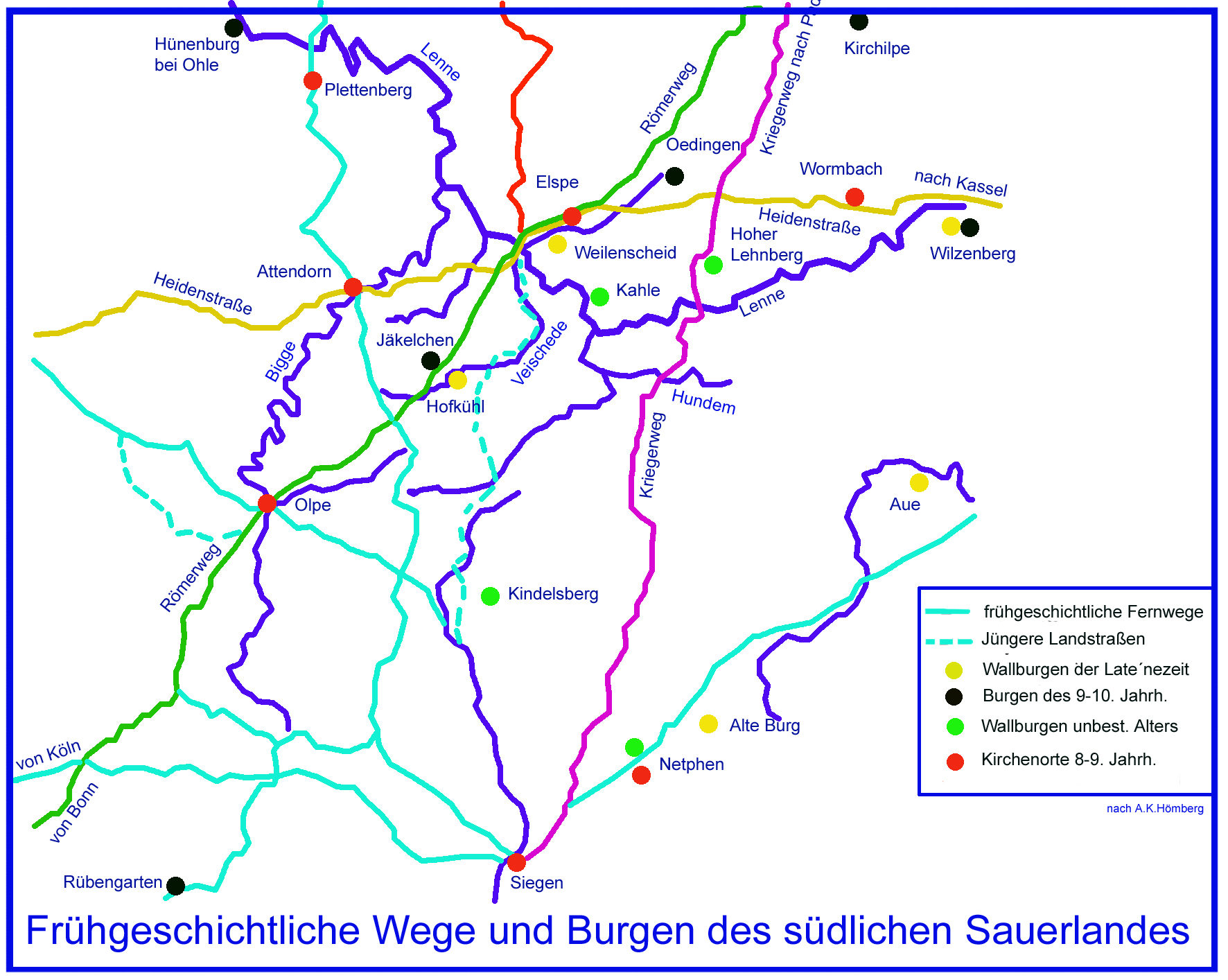
ザウアーラント南部の道路網

##### 歴史
都市建設以前からすでに、広域街道のレーマーヴェーク（直訳: ローマ街道）と鉄街道がオルペで交差していた。これらはともにオルペ川やビッゲ川を渡る徒渉地を利用していた。「レーマーヴェーク」はボン近郊のジーク川河口から北東のブリーロン＝パーダーボルンへ向かい、鉄街道はジーガーラントとメルキッシェス・ラントとを結んでいた。

##### 現代

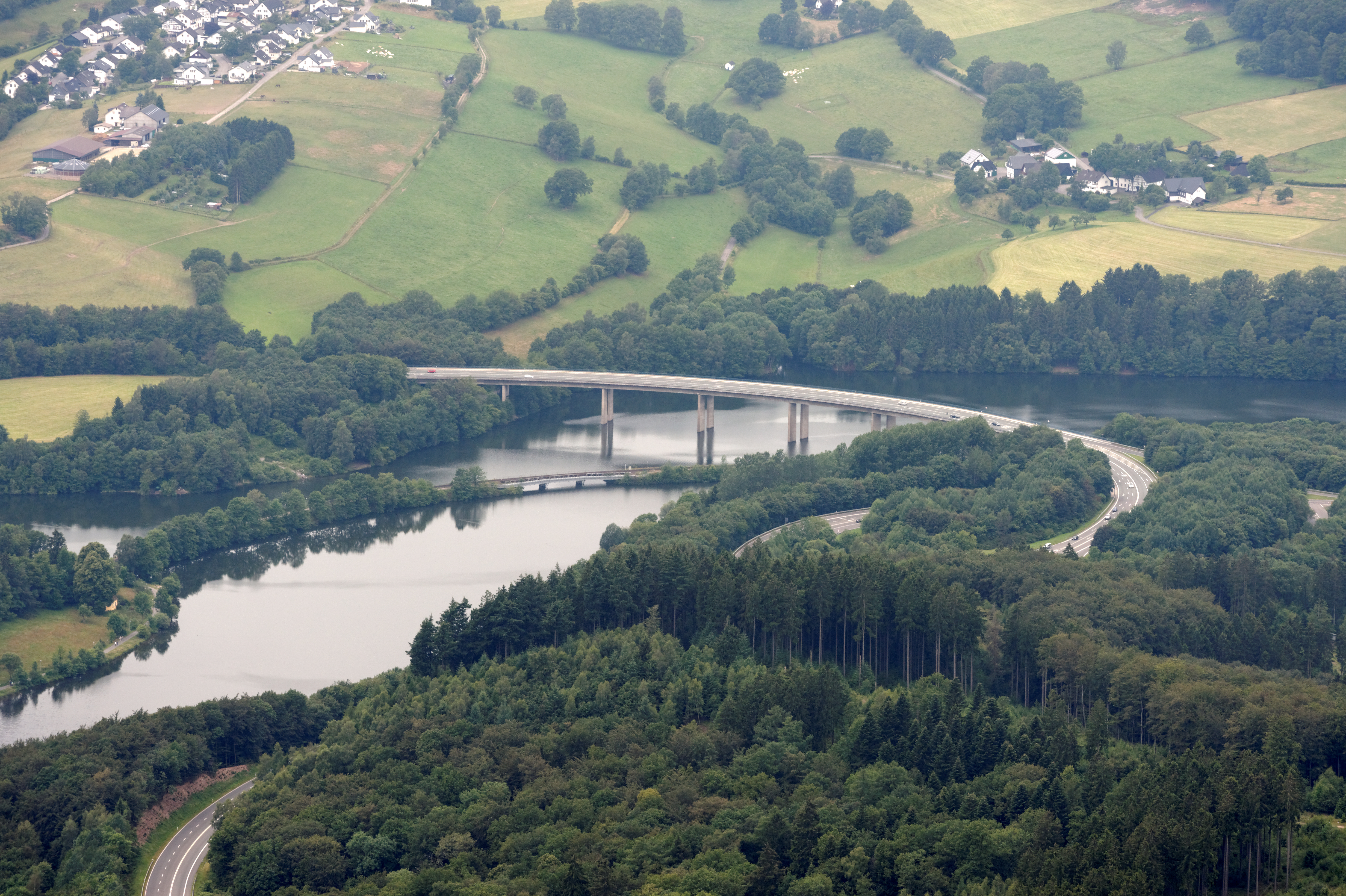
ビッゲ湖を渡る B54/B55号線

市内全域に、総延長約 307 km の交通網が巡らされている。このうち市道が約 228 km と、その大部分を占める。連邦道、州道、郡道は、それぞれ 22 km から 24 km である。
オルペ市は2つの連邦アウトバーンに接続している:
- アウトバーン A4号線 (E40) ケルンおよびアーヘンに通じる。インターチェンジはヴェンデン（オルペ南ジャンクション）にある。
- アウトバーン A45号線 (E41) ドルトムント - アシャッフェンブルク。インターチェンジはオルペとヴェンデン（オルペ南ジャンクション）にある。

連邦道 B54号線（ミュンスター - リューネン - ドルトムント - ハーゲン - オルペ - ジーゲン - リムブルク - ヴィースバーデン）は、B55号線（オルペ - レネシュタット - メシェデ）とともに広範なバイパス道路として機能している。両連邦道はそれぞれ約 14 km が本市の市内を通っている。ただし、ヒュップヒャーハンマーからローデまでの約 5 km の間は共通区間である。このため、市内を通る連邦道の総延長は 23 km である。
中核市区には3つの主要な交通軸がある。南北方向の軸は、「イン・デア・ヴュステ」、「フランツィスカナー通り」、「ブルーフ通り」という通り名がつけられた州道 L519号線である。この道路はアウトバーンのインターチェンジを結ぶ連絡道路としても利用されている。第2の主要軸が、ヴェストフェリシェ通りである。この道路は歴史的旧市街から北東方向へ伸びている。第3の主要軸が、交通渋滞が激しいマルティン通りであり、街の中心から東に向かっている。内市街の交差点のほぼすべてにロータリー交差点が導入されている。内市街には4つの駐車場がある。

##### 通りの名称
オルペの通りの名前は以下のように分類される:
- -seifen, -siepen, -micke　または -mecke で終わる通りの名前は、「川」を表す。たとえば、オスターザイフェン（Osterseifen) は「東の川」、コルテミッケ (Kortemicke) は「短い川」、フェルミッケ (Felmicke) はかつて皮なめしの地区を流れていたフェルトバッハ川またはフェルバッハ川を意味する。
- -berg や -(h)ardt を語尾に持つ名称は「山」を意味する。たとえば、ローナルト (Rhonardt) は「開墾された山」、アイヒハルト (Eichhardt) は「オークの山」である。また山を暗示する別の語を語尾に持つ通りの名前もある。たとえばアン・デン・クリッペン（Klippen は丸い山）、ブラッツコプフ（Kopf は山頂）。
- オルペの古い産業を表す通りの名もある。
  - 鉱業　たとえば、クプファーヴェーク（銅の道）、シュタイガーヴェーク（坑夫の道）
  - 精錬所　たとえば、ヒュッテンヴェーク（精錬所の道）、オルパー・ヒュッテ（オルペの精錬所）
  - 鍛造所　たとえば、ハンマーヴェーク（鍛造所の道）、ケッセンハンマー、ザスミッカー・ハンマー
- 近隣にある特別なものを示す
  - Trift または Drift は「牧畜が行われている場所」を意味する。たとえば、イン・デア・トリフト、リュプリンガー・ドリフト
  - Schlüppe は「茂みの間を抜ける道」を意味する。たとえば、ヴァイテ・シュリュッペ
  - Fohrt は、Furt すなわち「川の徒渉地」を意味する。たとえば、アウフ・デア・フォールト
  - Schlade は「川のない谷」を意味する。たとえば、パーペンシュラーデ（「市祭の谷」）
  - Ohl は「湿った谷」を意味する。たとえば、ツーム・レーメノール
  - Hohl は「洞窟」、「湖」、「合流点」を意味する。たとえば、ヴァイアーホール
  - 建造物や公共物　たとえば、アム・シュタットヴァルト（市の森沿い）、バーンホーフ通り（駅前通り）
- 聖人にちなんだ名称　たとえば、マルティン通り、ロフス通り、アガータ通り
- 個人名にちなんだ名称
  - オルペ出身者やここで暮らし、あるいは活動した人物名　たとえば、ヨハン＝ベルクマン通り、フランツ・ヒッツェ通り
  - ナチ時代の反ナチ運動家　たとえば、シュタウフェンベルクリング、アンネ＝フランク＝ヴェーク
  - 有名な医師などその他の人物名　たとえば、ザウアーブルーフヴェーク
- 植物や動物の名前にちなんだ道路名　たとえば、マイゼンヴェーク（シジュウカラの道）、ブーヒェンヴェーク（ブナの道）

#### 船舶交通

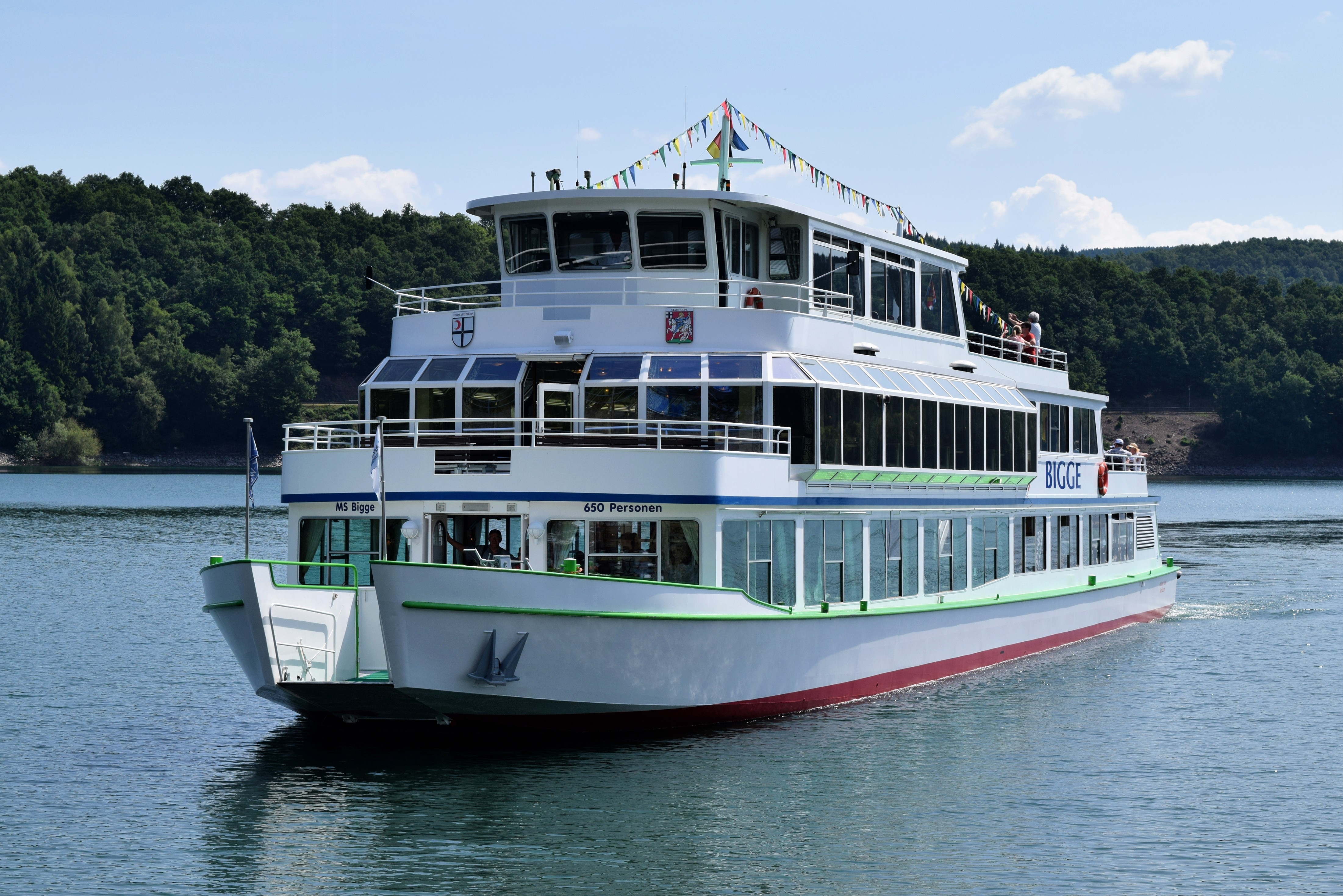
ビッゲ号

船舶ツアーはヴィッゲゼーで楽しむことができる。ここでは4月から10月末まで2隻の船で旅客運航を行っている。1周約2時間である。ここには5か所の停留所がある。4隻の船団「ヴァイセ・フロッテ」がビッゲゼーの船舶交通を担っている。この他に MS「ヴェストファーレン号」と「ビッゲ号」がハウプトゼー（中心となる湖）を運航する別の旅客用船舶である。「オーバーゼー」（直訳: 上の湖）とも呼ばれるフォアシュタウベッケン・オルペでは、「オルペ号」という名前の水路ボートが航行している。ここでは低い船であることが必須で、低い鉄道橋の下を通ることができなければならない。このためにボートは水の深さに合わせてコンクリートで重み付けされた。

#### 自転車道
ビッゲゼーとリスタータール堰の周辺には、自転車道網が密集している。この自転車道はアッテンドルンのビッゲダムにまで通じている。この他、オルペは NRW 自転車交通網に接続している。バイク・アレーナ・ザウアーラントのテーラー＝ツアーは、様々なルートポイントでオルペを横断している。

#### 遊歩道
全長 1080 km のドイチェ・アインハイト遊歩道がオルペを通っている。2014年5月31日、16のステーションを持つ全長 18.5 km のフランツ＝ヒッツェ巡礼と体験の道が開通した。「ヴァルトヴェーク・グレンツェンロス」は、キミッケベルクにある障害者に特化された森の体験路である。この遊歩道は車椅子に合わせて整備されており、視覚障害者の誘導システムを備えている。全長は約 2900 m である。この他にも標識が整備された遊歩道がいくつかある。

### メディア

#### 新聞
オルペでは、日刊紙として「ヴェストファーレンポスト」(WP) と「ヴェストフェリシェ・ルントシャウ」(WR) のローカル版が刊行されている。これらはフンケ・メディアグループ（旧 WAZ）に属しており、2009年から共同の地方編集局を有している。このため、両紙のローカル面は全く同じものである。事務所は2010年1月に閉鎖された。
「ジーゲナー・ツァイトゥング」はオルペ向けの地方面を持つもう1つの日刊紙である。この新聞は、2000年までは夕刊紙として刊行されていた。ジーゲナー・ツァイトゥングは、ジーゲンに本社を置く中規模の家族経営企業「フォアレンダー & ロトマラー GmbH & Co. KG」が刊行しており、オルペに編集局と事務所を有している。
この他にも無料のコマーシャルペーパーとしてイッペン＝グループの「ザウアーラントクリアー」や、ジーゲナー・ツァイトゥングの子会社であるジーガーレンダー・ヴォーヒェン＝アンツァイガー GmbH & Co. KG の「ゾンタークス・ウント・ヴォーヒェンアンツァイガー」(SWA) が創られている。射撃祭などの特別な機会には、A4判の不定期シリーズ「ザウアーレンダー・ベルゼ」が刊行される。2000年頃までは、水曜日に「シュタットアンツァイガー」（後の「ハロー・ザウアーラント」）が刊行されていた。1980年頃(?)1960年代までオルペには、ザウアーレンディシェス・フォルクスブラットの出版社があった。この新聞は、倒産してなくなった F.X.リューゲンベルク印刷によって出版されていた。

#### ラジオ
オルペ郡には独自の地方送信所や地方ラジオ局がない。2006年5月28日の決定によって、オルペ郡は ノルトライン＝ヴェストファーレン州 (NRW) の放送に関する監督官庁である NRW メディア局 (LfM) により、ローカルラジオ局の設立が可能な地域に指定された。運営会社は長年にわたって存在していた。事業会社を設立するためのいくつかの試みは、経済的見通しが立たないために失敗した。現在、オルペに関するニュースは、ジーゲン地方スタジオから、月曜日から金曜日に30分間放送される WDR 2 の番組「ナハリヒテン・アウス・ジュートヴェストファーレン」で報道される。

#### テレビ
オルペは、WDR テレビのジーゲン・スタジオの管轄地域に含まれる。「ロカールツァイト・ジュートヴェストファーレン」がこの地域のニュースを報道している。

### 公共機関

#### 官公庁と研究所

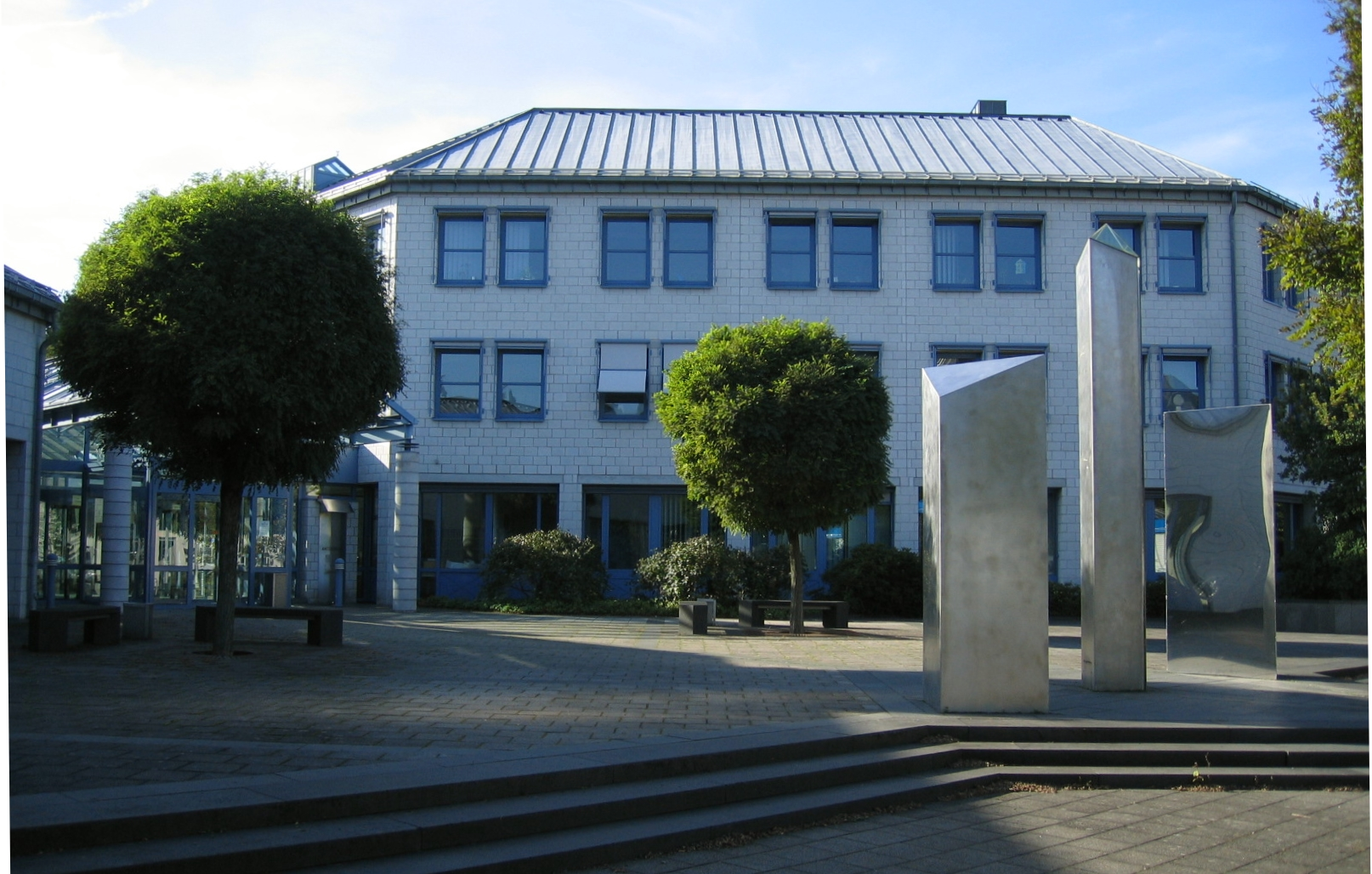
オルペ区裁判所

オルペは、オルペ郡の郡庁所在地である。ヴェストフェリシェ通りのオルペ郡役場は1990年代に大きく改築され、拡張された。これにより建物の一部に別の機能が付与された。たとえば、現在コルテミッケ通り2番地に本部を置く郡警察署がここに入居していた。現在ここには警邏および地域サービスおよび2つの犯罪委員がある。古い建物には、区裁判所とそれに併設された刑務所および青少年収容所があった。成人収監者は1960年代半ばに当時のジーゲン刑務所に移された。青少年収容所は1989年8月末に閉鎖された。現在のオルペ区裁判所は、通常の裁判業務を行う裁判所であり、ジーゲン地方裁判所管区に4つある区裁判所の1つである。裁判所はブルーフ通り32番地にある。
アルンスベルク行政管区側の特別許可に基づくオルペ消防団は。124人の消防士が在籍している（2012年12月31日現在）。2007年にグルーベン通りに新しいオルペ消防署が完成した。ここには3つの消防隊、100人の消防士がいる。この他にオーバーヴァイシェーデに、24人の消防士を擁する消防班がある。
救急サービスは、聖マルティヌス病院から提供されている。救急活動はオルペ郡によってコーディネイトされている。
ロフス通り3番地に、ジーゲン職業安定所の事務所がある。
オルペ税務署は、アルフ・デム・ガレンベルク通りにある。
クールケルニッシェス・ザウアーラント地方営林署オルペ・サービス所は、2007年8月1日に当時のアッテンドルン営林署の一部とオルペのクールケルニッシェス・ザウアーラント地方営林署から設立された。オルペの営林署は、1810年に初めて文献に記録されている。

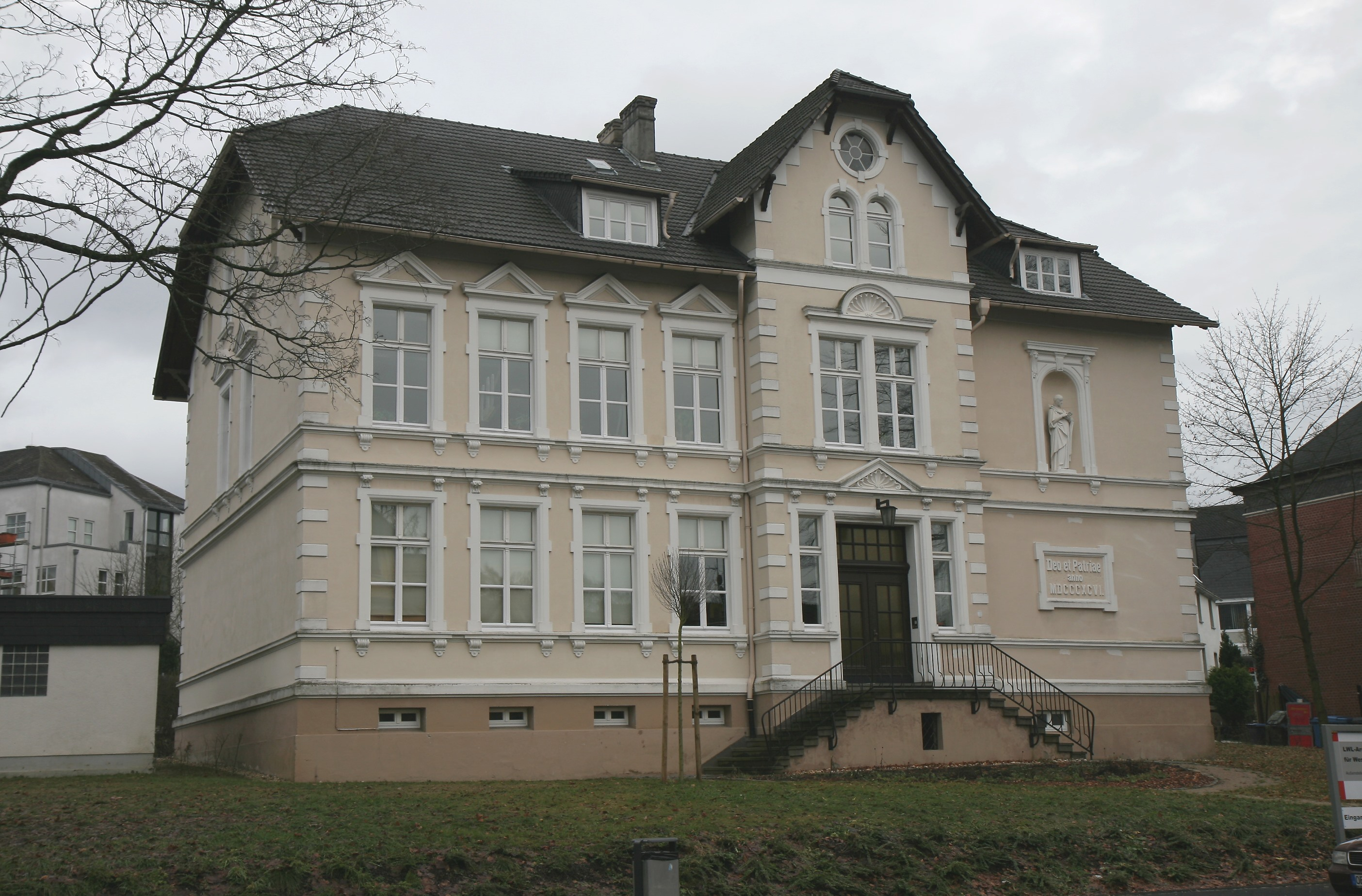
LWLヴェストファーレン考古学研究所オルペ分所

この他に、LWLヴェストファーレン考古学研究所オルペ分所がある。この研究所は旧学校に本部を置いており、1982年8月31日にオルペ分所（当時は、ヴェストファーレン史跡保護博物館）を公式に開設した。業務の重点は、アルンスベルク行政管区の文化財保護である。これは文化財の保護申請、公益の担い手としての手続き参加、現場での調査、広報、および「小さな文化財保護」（利害関係者やグループとの交流）によって実現される。
2008年9月1日、ジュートヴェストファーレン＝アゲントゥール GmbH（南ヴェストファーレン・エージェント） がオルペに設立された。代表者のディルク・グラーザーを中心とする14人が、レギオナーレ2013関連のプロジェクトを準備し、コーディネイトしている。構造支援プログラムの終了後、チームを縮小したエージェントの業務は地域経済振興機関として継続している。
オルペ＝ドロルスハーゲン＝ヴェンデン貯蓄銀行およびオルペ＝ヴェンデン＝ドロルスハーゲン国民銀行はオルペに本社を置いている。

#### 聖マルティヌス病院

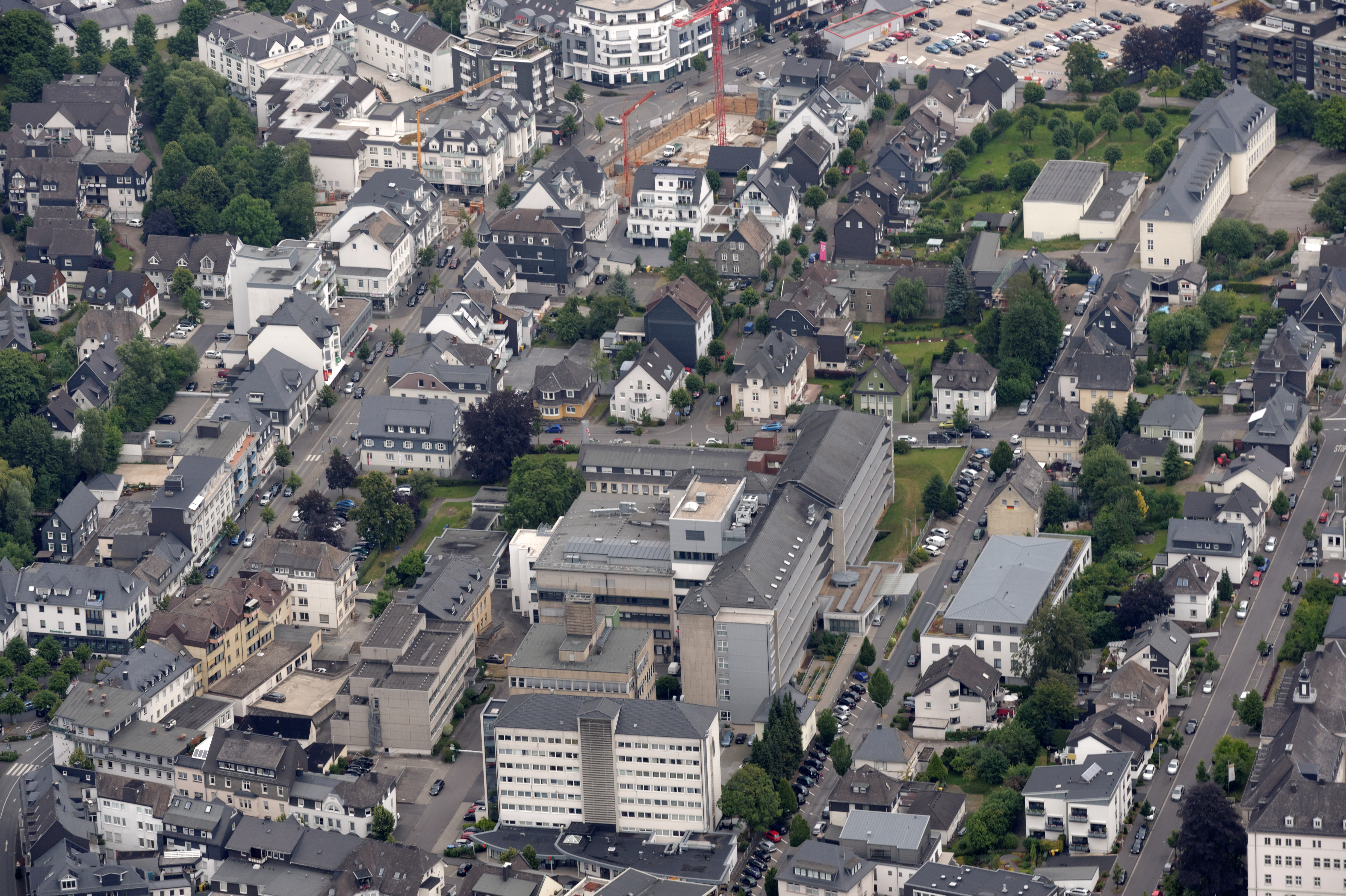
聖マルティヌス病院

この病院はオルペ聖マルティヌス教会の運営下で創設され、初めは2人の聖ヴィンセンシオ女子宣教会の会員によって指導されていた。オルペ・フランシスコ女子修道会の修道女が1900年に病院の指導を受け継いだ。1997年から聖マルティヌス病院は公益会社として運営されており、2000年にレネシュタット＝アルテンフンデムのカトリック聖ヨーゼフ病院と統合され、「南ヴェストファーレンカトリック病院協会 gGmbH」となった。この協会が設立した施設として、看護学校や老人介護ための専門セミナーの他に、外来透析センターがある。フランシスコ女子修道会は聖マルティヌス病院での活動を停止し、ここにあった修道女集会所は2005年末に廃止された。
この病院にはオルペ、ヴェンデン、ドロルスハーゲンから1年間に約 11,000人の患者が診察・治療を受けている。フルタイムおよびパートタイム合わせて約800人のスタッフが385床をケアしている。この病院には、外科、薬物治療、婦人科、麻酔科、重症患者治療のための集中治療科、放射線診断部門、精神科がある。

#### バルタザール少年および青年ホスピス
バルタザール少年および青年ホスピスは、治癒の見込みのない、短命な疾病に罹患した青少年と、その両親や兄弟のための入院施設である。子供ホスピスは1998年、青年ホスピスは2009年に、それぞれこの種のものとしてドイツ初の施設として開院した。子供ホスピスは不治の子供の家族に介護と宿泊を提供する。彼らは、子供が専門的にケアされている間、世話をすることから解放される。青年ホスピスには青年や、若い成人が入院している。両施設の運営母体は、オルペ・フランシスコ女子修道会公益会社である。

### 教育

#### 小児保育施設（幼稚園）
オルペ市内には、合わせて15園の小児保育施設（幼稚園）がある。8園が中核市区、7園が周辺市区に存在する。いずれの施設も民営である。

#### 学校
オルペは、この地域では重要な学校都市で、以下の学校、教育施設がある。

##### 基礎課程学校
- 宗派共同の基礎課程学校アム・ホーエンシュタイン
- カトリックの基礎課程学校アウフ・デム・ガレンベルク
- カトリックの基礎課程学校デューリンガーシューレ（宗派共同のダール分校を持つ）
- カトリックのフランツ＝ヒッツェ基礎課程学校ローデ

##### 養護学校
- ペスタロッツィシューレ
- マックス＝フォン＝デア＝グリュン＝シューレ
- ミヒャエル＝エンデ＝シューレ
- 視覚障害者のための LWL-養護学校
- 聴覚・コミュニケーション障害者のための LWL-養護学校

##### 上級学校

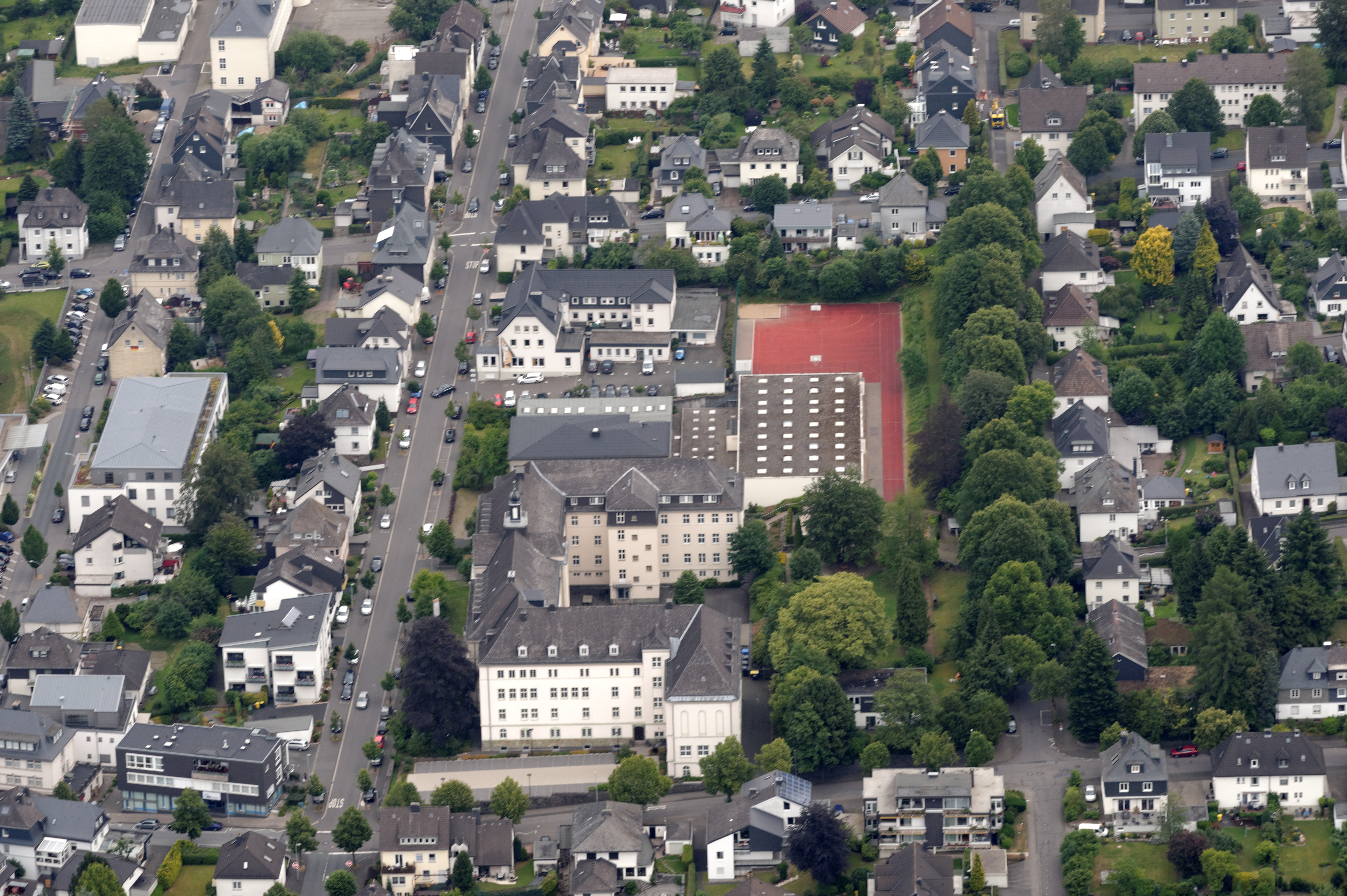
聖フランツィスクス＝ギムナジウム

- ゼクンダーシューレ・オルペ（ドロルスハーゲンにもキャンパスを持つ）
- 聖フランツィスクス＝シューレ（ギムナジウムと実科学校）
- オルペ市立ギムナジウム

##### 専門学校
- パン職人専門学校 
「ドイツ初のパン職人専門学校」として全国的に有名である。1926年にボーフムで設立され、1947年にオルペのイムベルクに移転してきた。ここでは、パン工房のオーナーや従業員のために、パンの製造や販売について総合的な教育を行っている。この学校は、数ヶ月間のマイスター養成教育課程によってドイツ全土、さらにはそれ以外にもオルペの街を知らしめた。この学校には寄宿舎が併設されている。
- オルペ郡職業補習高等専門学校
- 健康管理補助のための卒後教育アカデミー
- 看護学校

##### その他の教育機関
- ドイツ赤十字社の救急専門学校
- 音楽学校
- 市民大学

## 人物

### 出身者
- マリア・テレージア・ボンツェル（ドイツ語版、英語版）（1830年 - 1905年）修道院創設者
- パウル＝ヴェルナー・シーレ（1928年 - ）ヴュルツブルク司教
- ヘルマン・ティルケ（1954年 - ）建築家
- ミヒャエル・キュクラー（1981年 - ）サッカー選手
- パトリック・ラコフスキー（1993年 - ）サッカー選手

### ゆかりの人物
- オットー・ミュラー（ドイツ語版、英語版）（1870年 - 1944年）カトリックの聖職者。国家社会主義に対する抵抗運動家。
- ローレンツ・イエーガー（ドイツ語版、英語版）（1892年 - 1975年）パーダーボルン大司教。エキュメニズム思想家
- ハンス・クリューガー（ドイツ語版、英語版）（1902年 - 1971年）政治家
- マレク・レスニャク（ドイツ語版、英語版）（1964年 - ）ポーランドのサッカー選手。SpVg オルペの指導者（2015年/2016年）

## 関連文献
- Manfred Wolf: Westfälischer Städteatlas. Band: VIII; 3 Teilband. Im Auftrage der Historischen Kommission für Westfalen und mit Unterstützung des Landschaftsverbandes Westfalen-Lippe, hrsg. von Heinz Stoob und Wilfried Ehbrecht. Stadtmappe Olpe, Dortmund-Altenbeken 2004, ISBN 978-3-89115-170-9.
- Gretel Kemper: Olpe. Stadt und Land. Herausgegeben vom Heimatverein für Olpe und Umgebung. Verlag Die Wiehlandschmiede, Olpe, ISBN 978-3-925498-67-1.
- Josef Wermert (Hrsg.): Olpe. Geschichte von Stadt und Land. Bd. 1: Von den Anfängen bis zum Ende des Ersten Weltkrieges. Red.: Günther Becker, Josef Wermert und Manfred Wolf. Hrsg. im Auftrag der Stadt Olpe. Selbstverlag der Stadt Olpe, Olpe 2002.
- Olpe. Geschichte von Stadt und Land. Bd. 2. (in zwei Teilbänden); Hrsg. Kreisstadt Olpe/Stadtarchiv Olpe; Selbstverlag der Kreisstadt Olpe, Olpe 2011, ISBN 978-3-9808598-2-0.
- Heinz Quellmalz, Josef Wermert: Bibliographie Stadt Olpe 1648–2000. Veröffentlichungen zur Stadtgeschichte und Landeskunde. Hrsg.: Stadt Olpe/Stadtarchiv und Heimatverein für Olpe und Umgebung e.V., Olpe 2001.
- Manfred Schöne, Josef Wermert (Hrsg.): Geschichtsbrunnen für die Stadt Olpe. Geschichtsbilder – Porträts – Wappen. Hrsg. Im Auftrag der Stadt Olpe – Stadtarchiv – und des Heimatvereins für Olpe und Umgebung e.V., Olpe 1998.
- Franz Sondermann: Geschichte der Eisenindustrie im Kreise Olpe. Hrsg.: Kreis Olpe und Kreisheimatbund Olpe e.V.im Rahmen der Schriftenreihe des Kreises Olpe, Nr. 19, Reprint der Erstveröffentlichung von 1907, Verlag G. Koch, Siegen, ISBN 978-3-928343-01-5.
- Raimund Burghaus: Daten zur Geschichte der Hexenverfolgung im Olper Land. In: Olpe in Geschichte und Gegenwart, Jahresgabe des Heimatvereins für Olpe und Umgebung e.V. (1) 1993, S. 49–56.

これらの文献は、翻訳元であるドイツ語版の参考文献として挙げられていたものであり、日本語版作成に際し直接参照してはおりません。

## 訳注
1. ↑  ドイツ語の tausend には「1000」という具体的な数値の他に、比喩的に「数多くの」あるいは「無数の」という意味もある。
2. ↑  ホール型の単廊式教会建築
3. ↑  ドイツ語: Panneklöpper、直訳では「鍋を叩く人」で、鍛金によって鍋を作る職人を意味する。
4. ↑  ドイツ語: Quatschには、「ドロドロのもの」という意味の他に「くだらないこと」という意味もある。